# Biserica Sfântul Nicolae din Porumbenii Mari

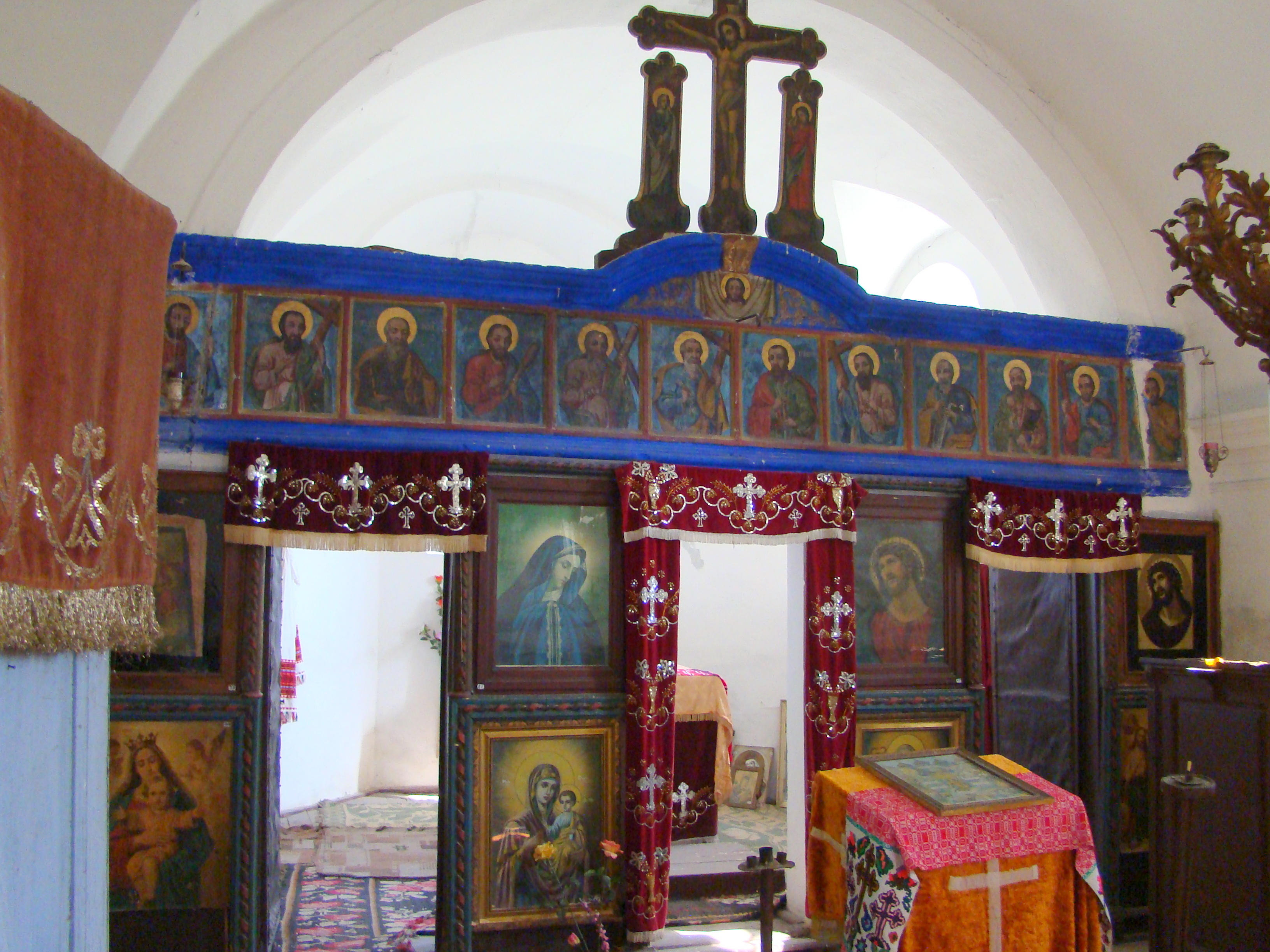
Catapeteasma

Biserica Sfântul Nicolae din Porumbenii Mari este un ansamblu de monumente istorice aflat pe teritoriul satului Porumbenii Mari, comuna Porumbeni.
Ansamblul este format din două monumente:
- Biserica „Sfântul Nicolae” (cod LMI HR-II-m-A-12931.01)
- Zid de incintă (cod LMI HR-II-m-A-12931.02)

## Localitatea
Porumbenii Mari (în maghiară Nagygalambfalva), mai demult Golumba Mare, este satul de reședință al comunei Porumbeni din județul Harghita, Transilvania, România. Localitatea este atestată documentar din anul 1333, cu denumirea villa Galamb.

## Istoric și trăsături
Biserica greco-catolică, în prezent ortodoxă, cu hramul Sfântul Ierarh Nicolae, a fost construită între anii 1773-1787, pentru iobagii români din zonă. Fosta casă parohială de lemn greco-catolică figurează și ea în lista monumentelor istorice sub codul LMI:  HR-II-m-B-12930.

## Vezi și
- Porumbenii Mari, Harghita
- Casa parohială a bisericii românești din Porumbenii Mari

## Imagini din exterior

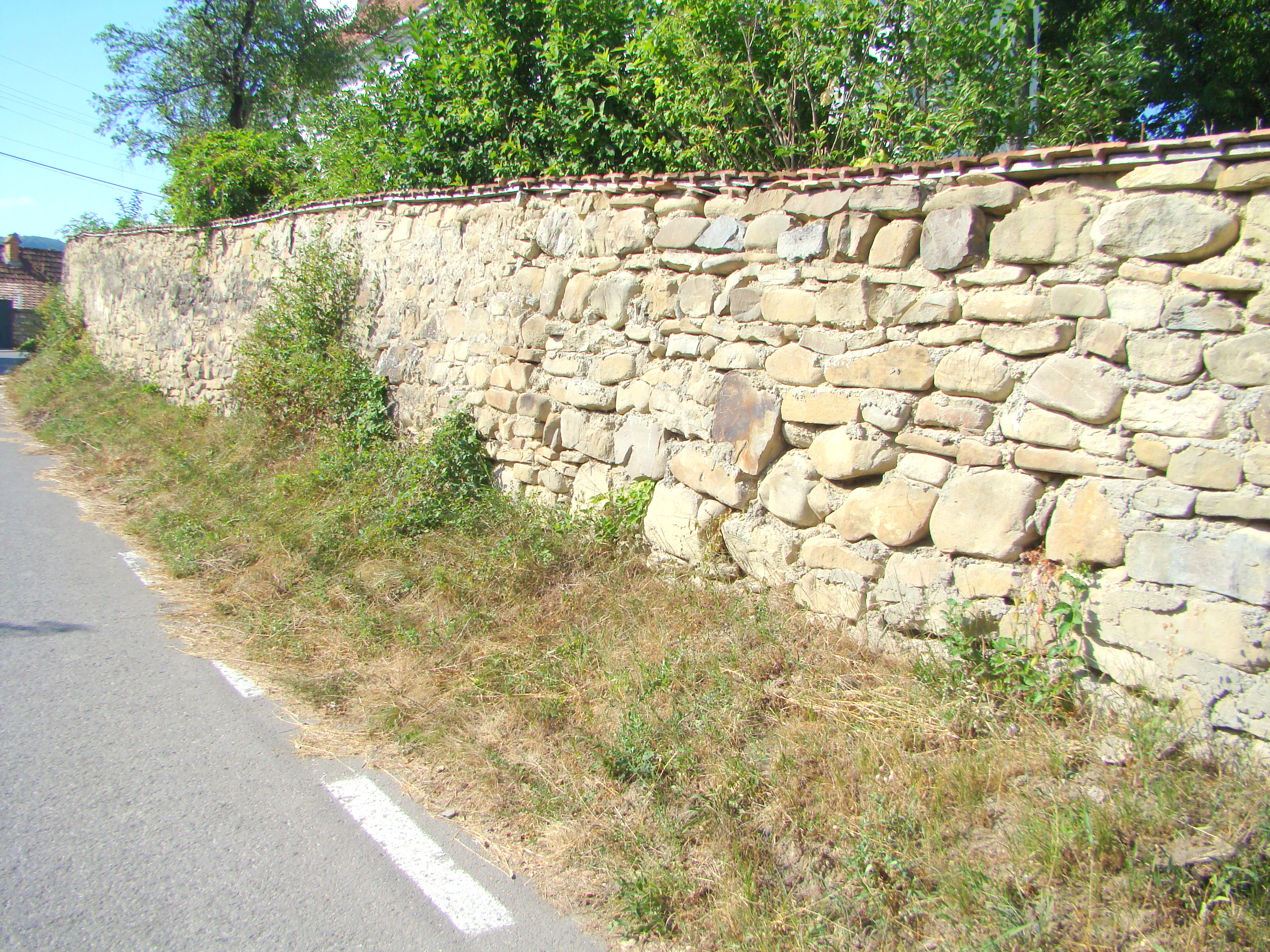
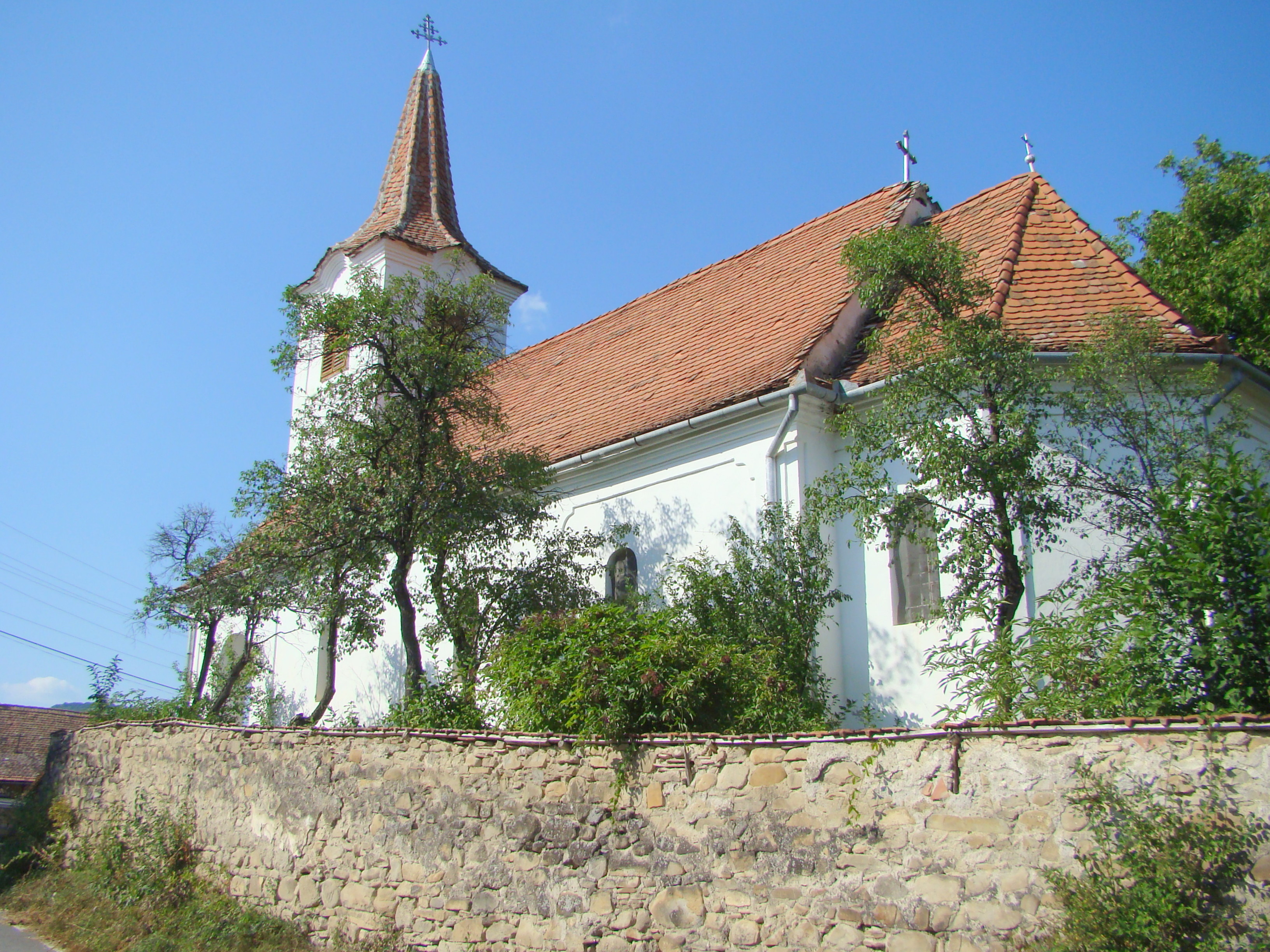
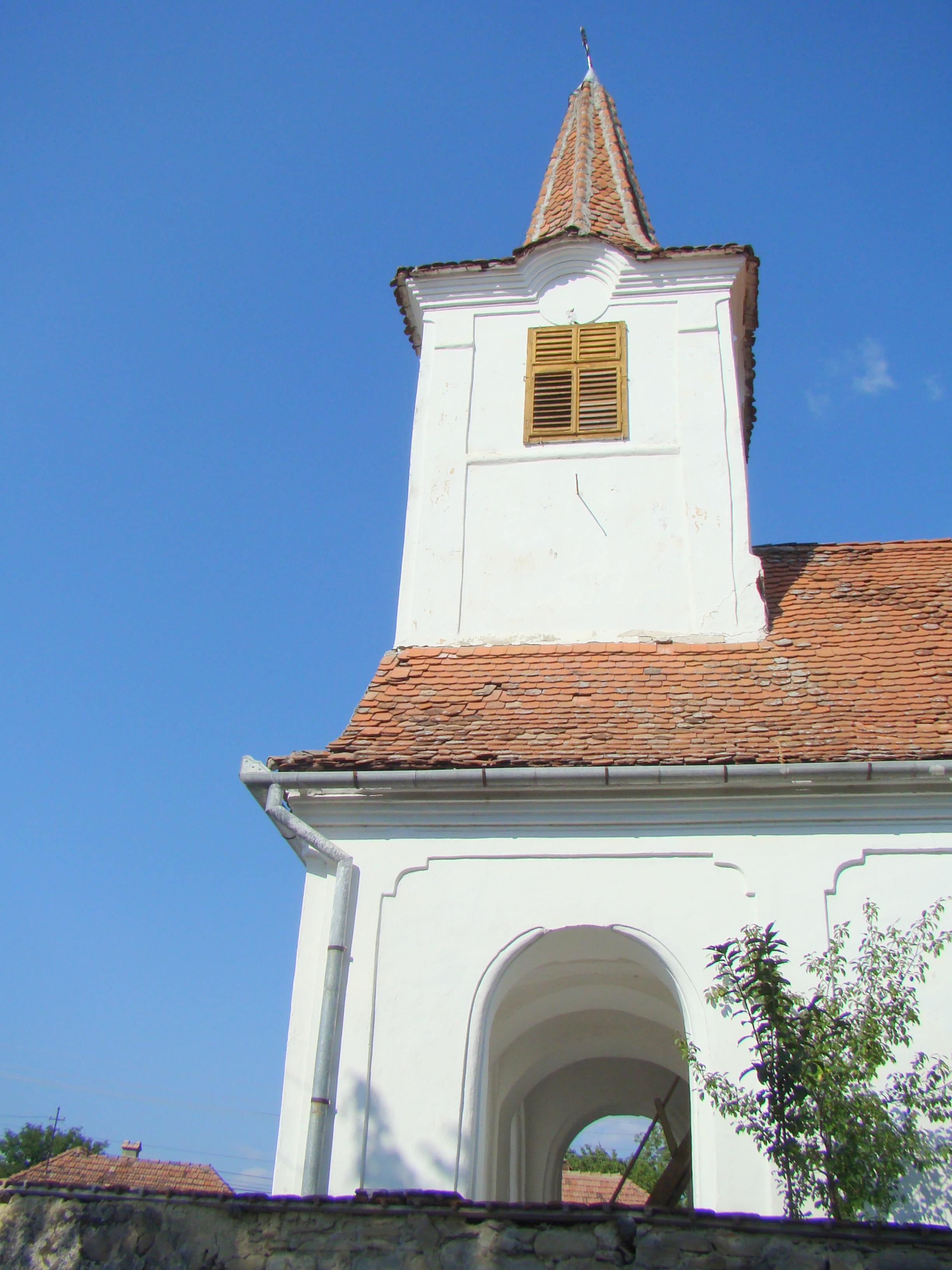
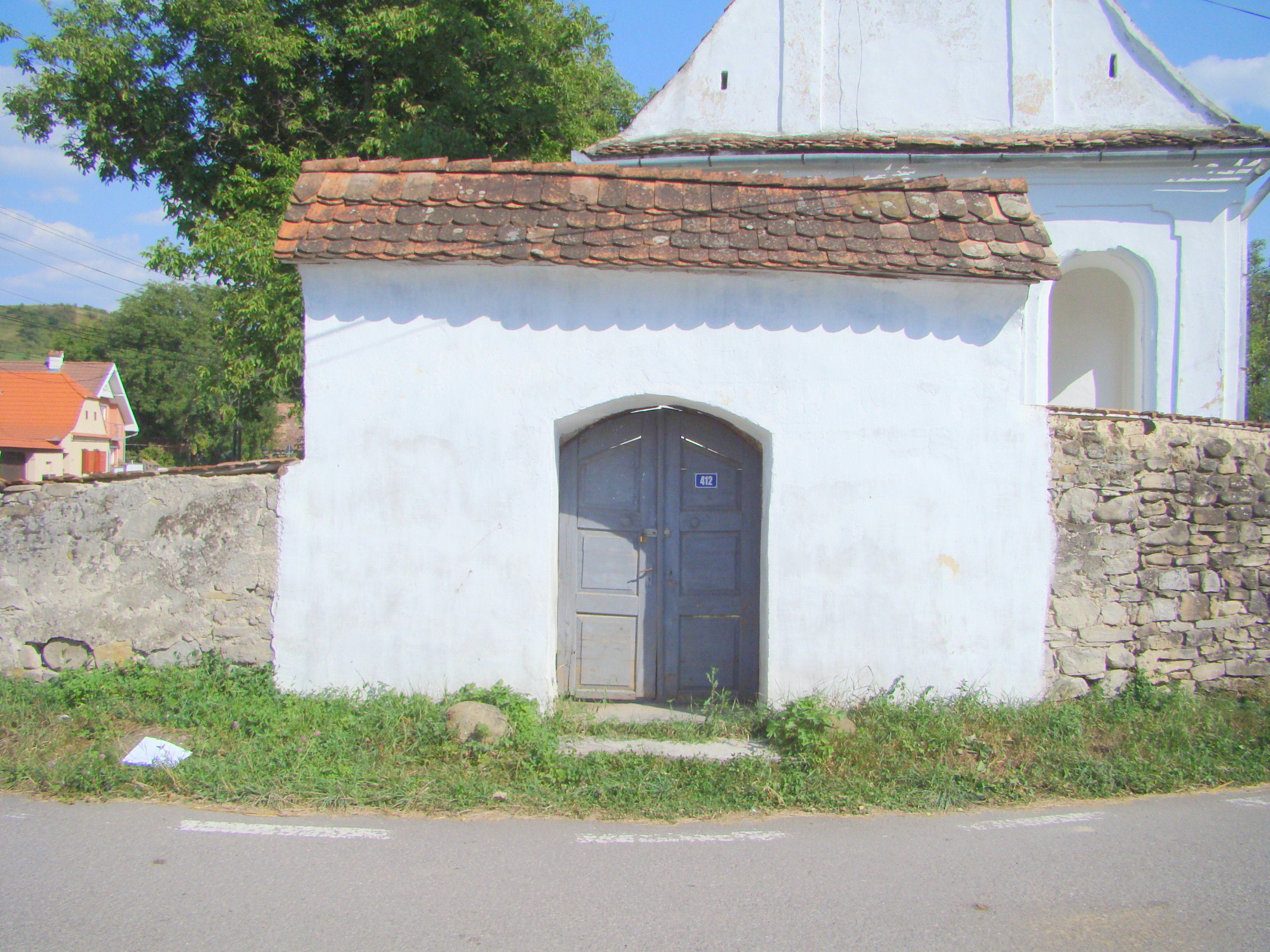
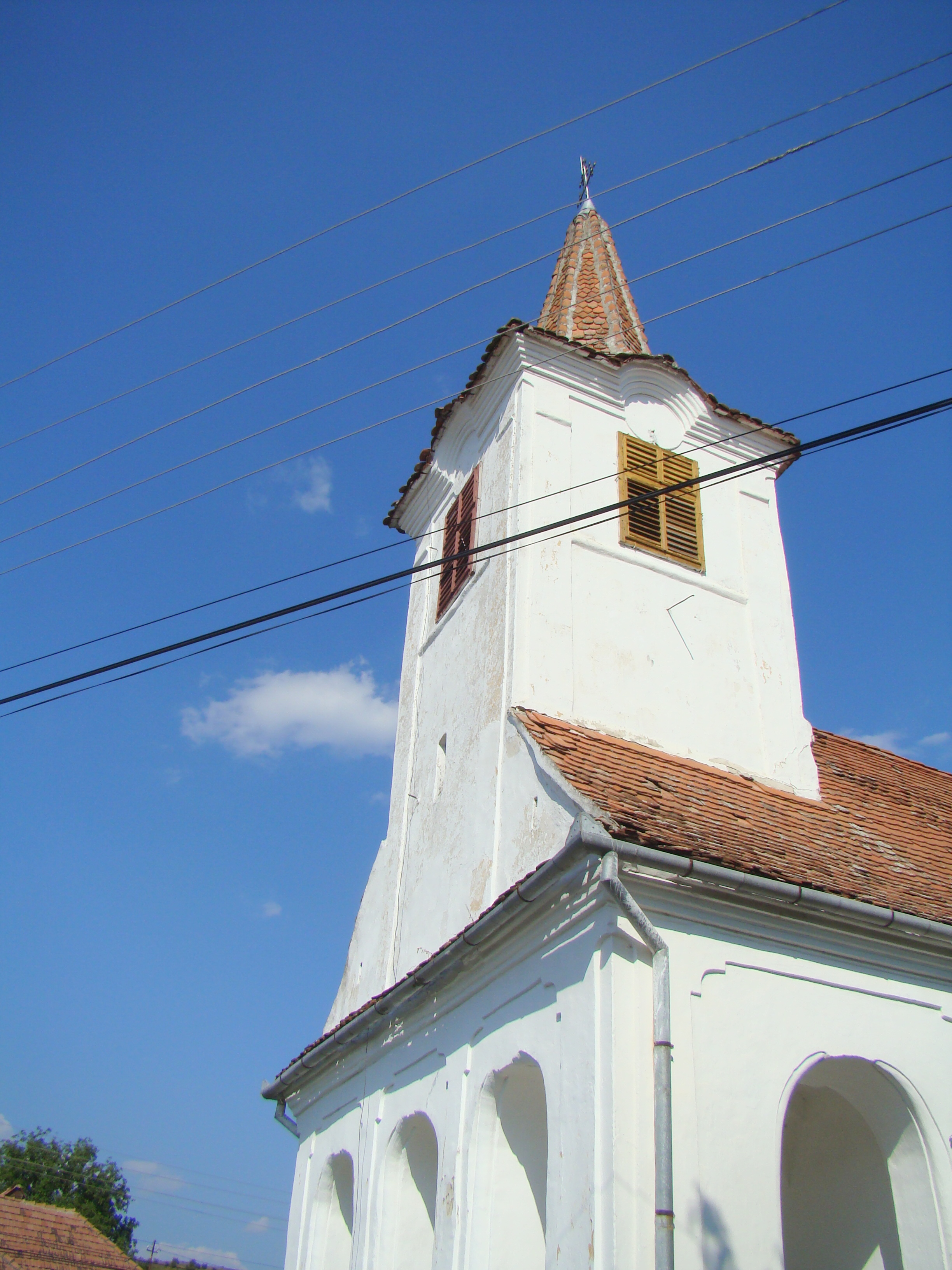
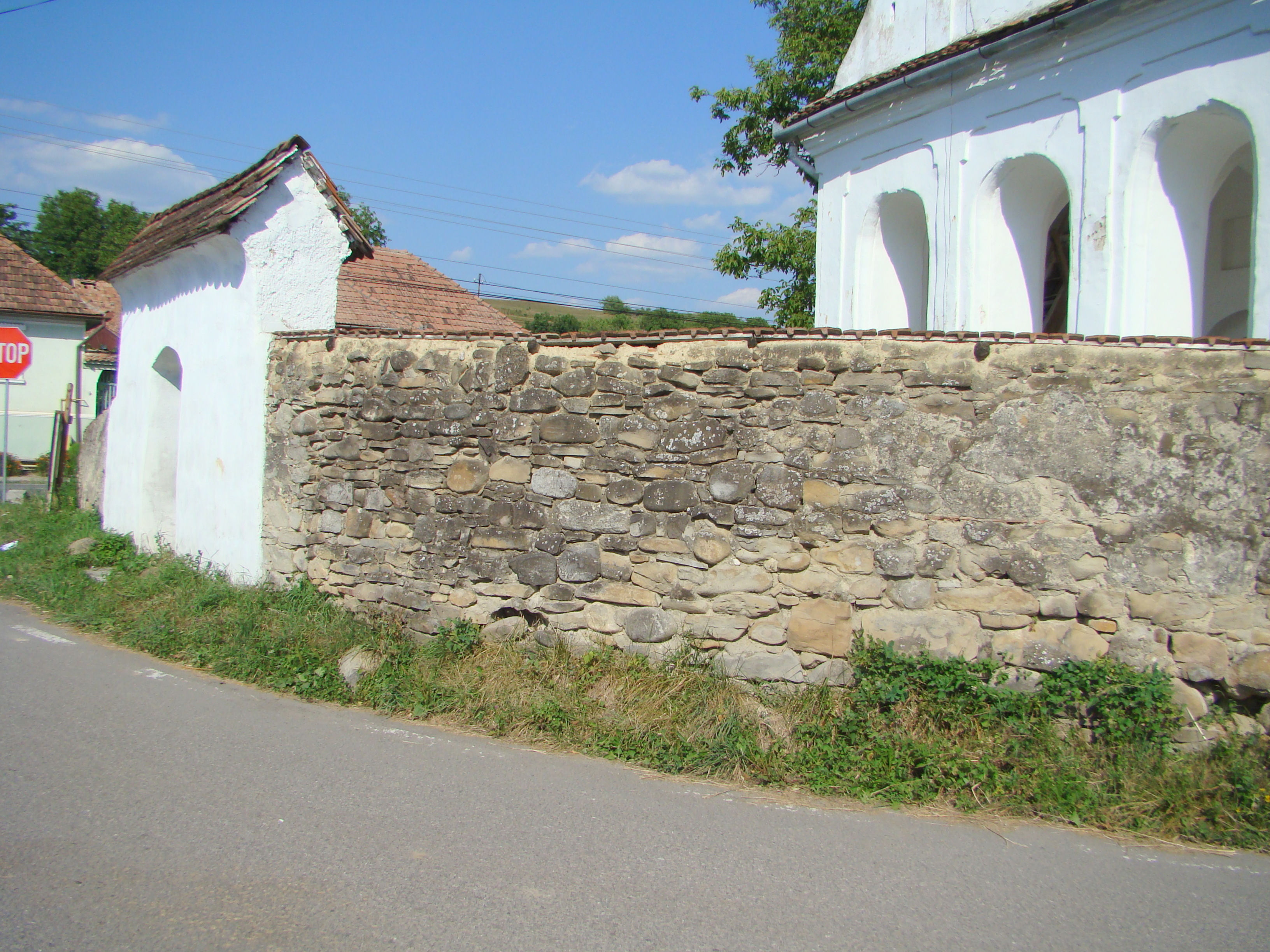
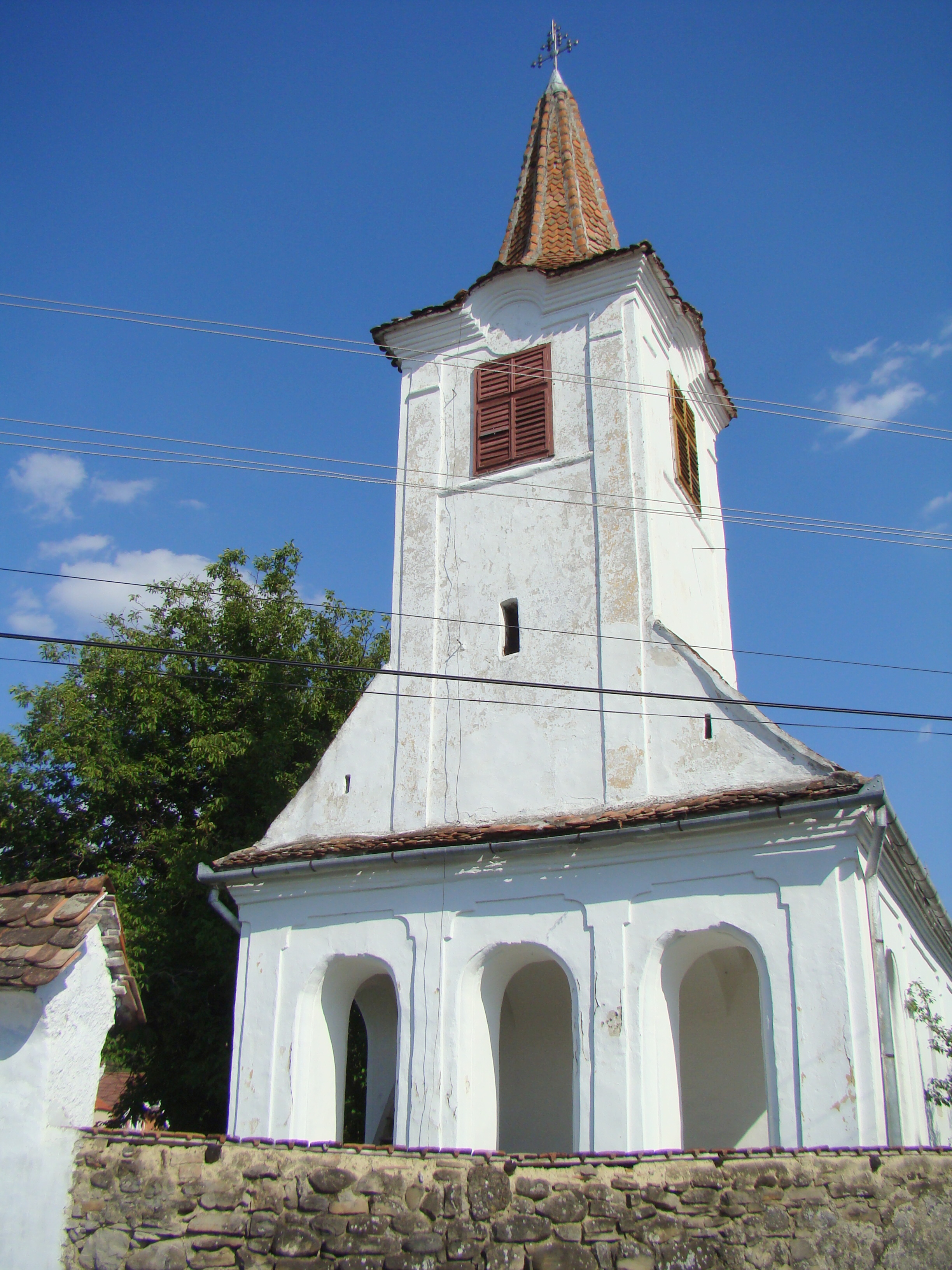
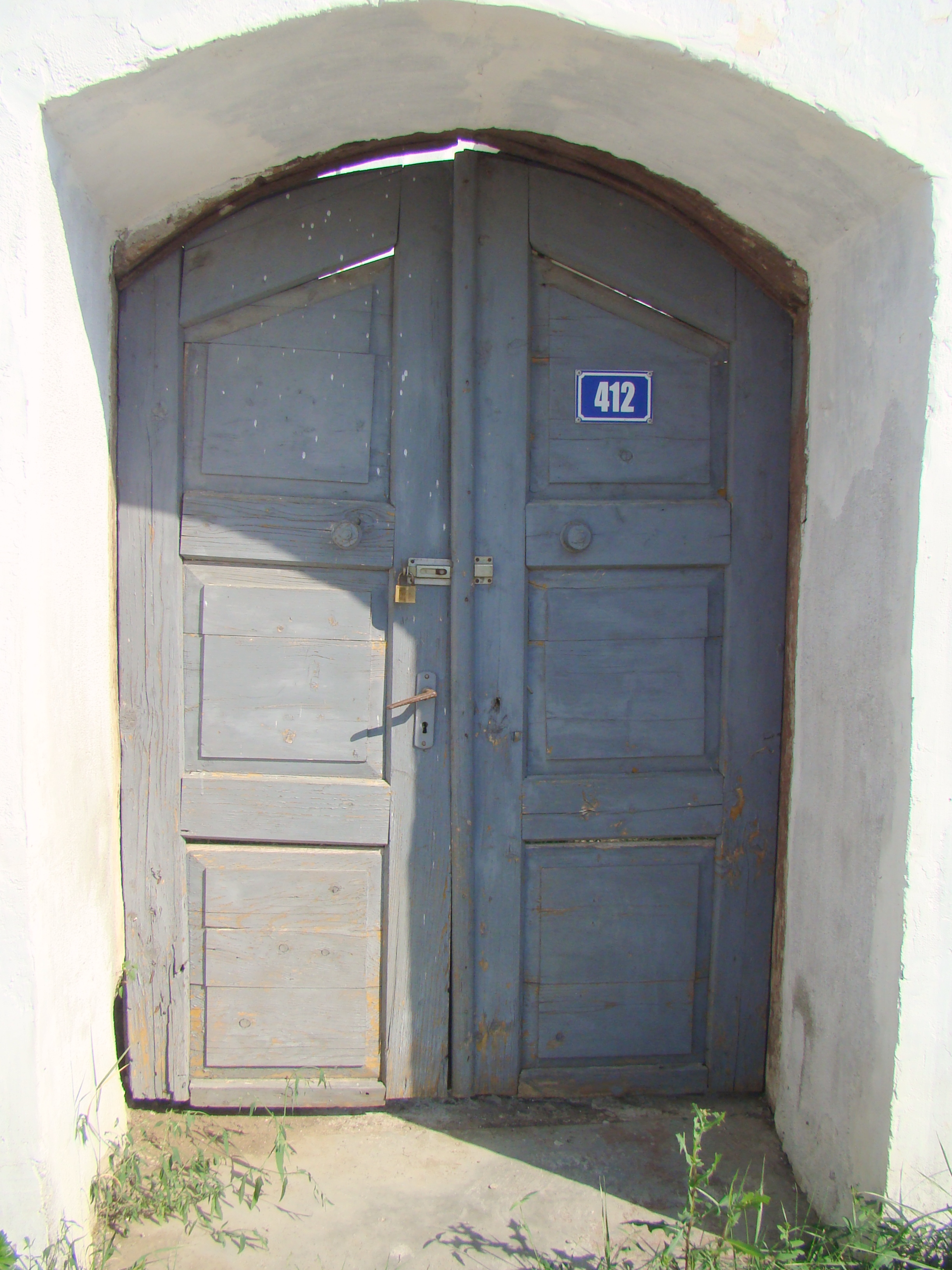
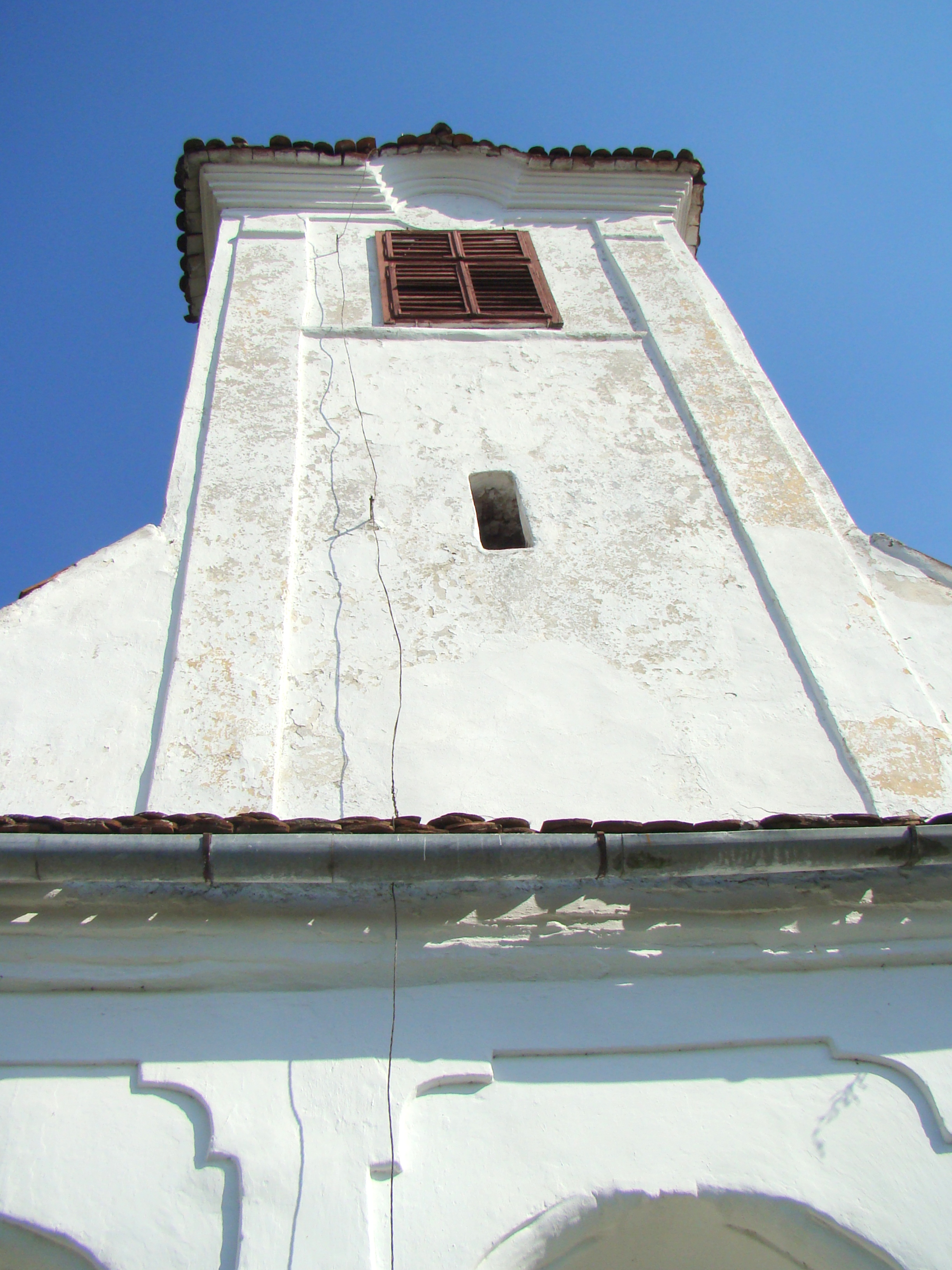
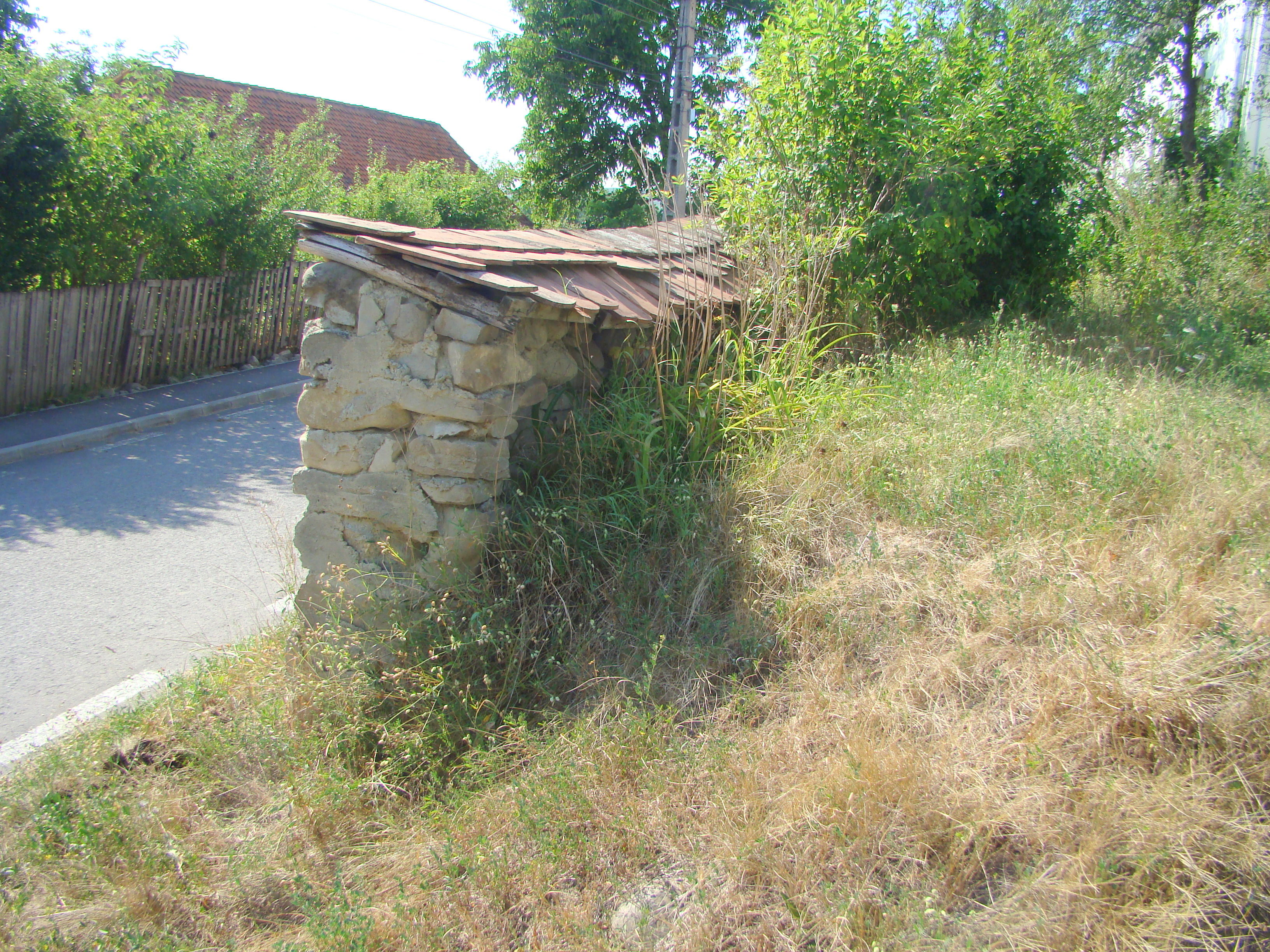
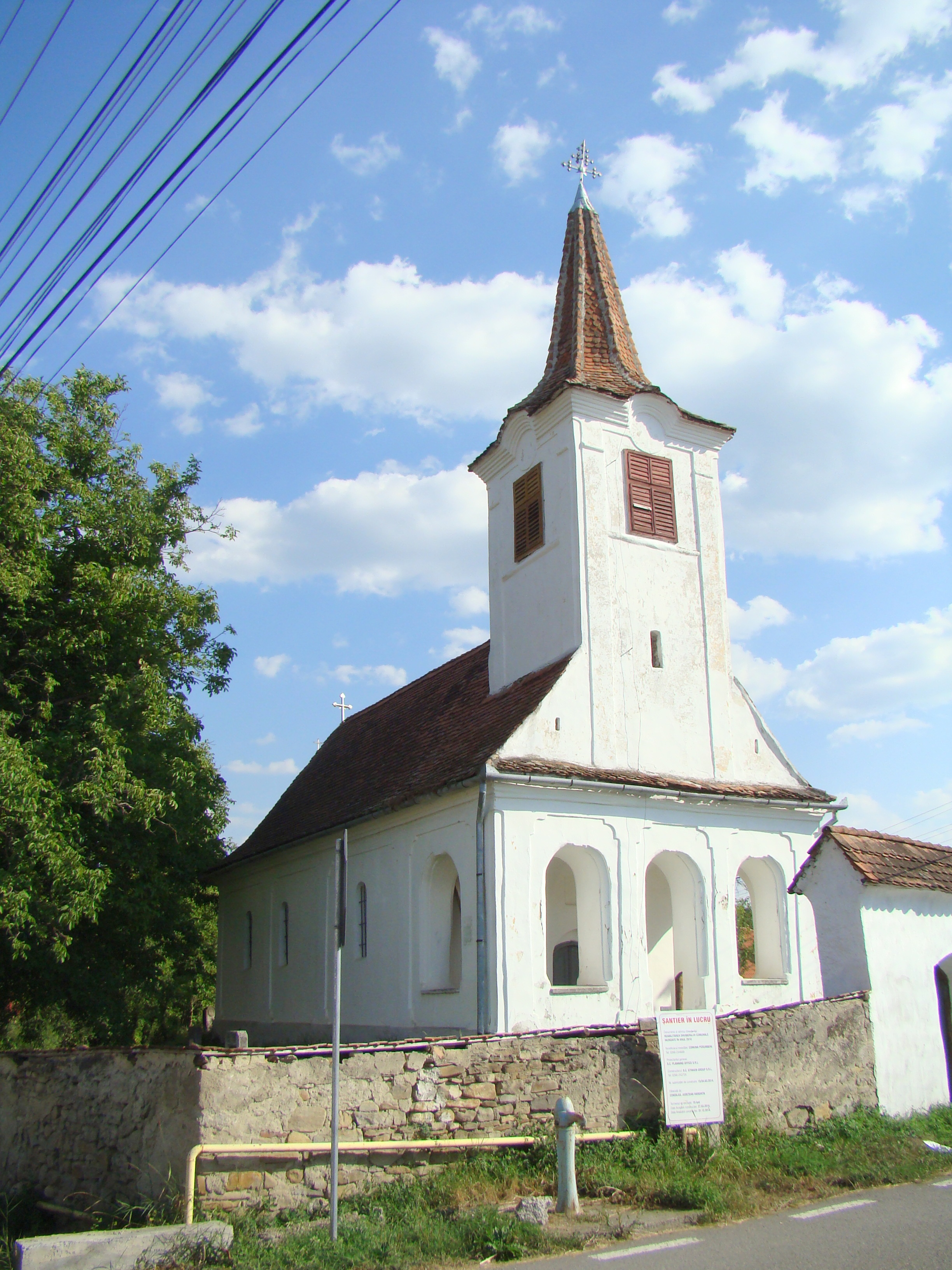
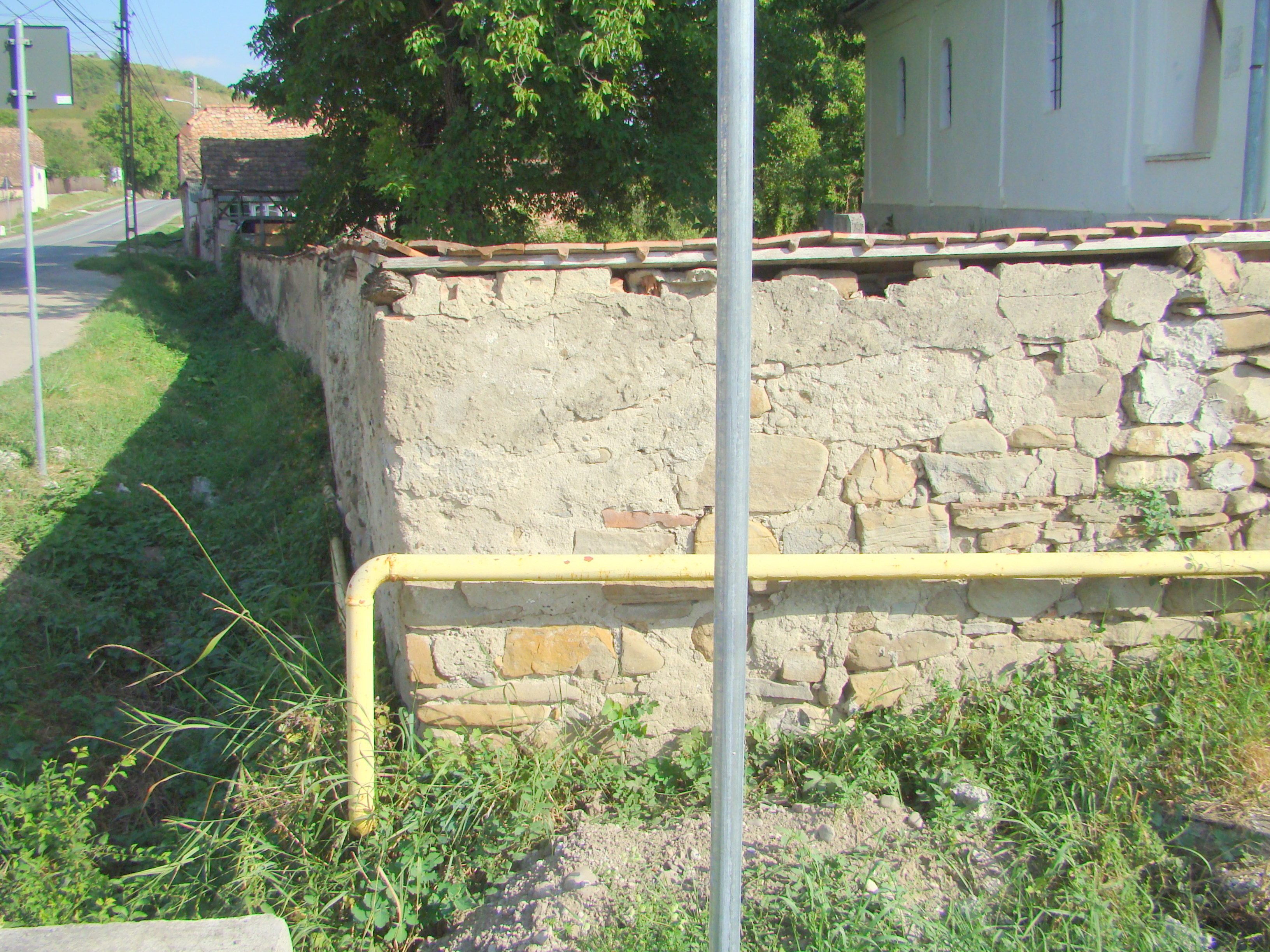
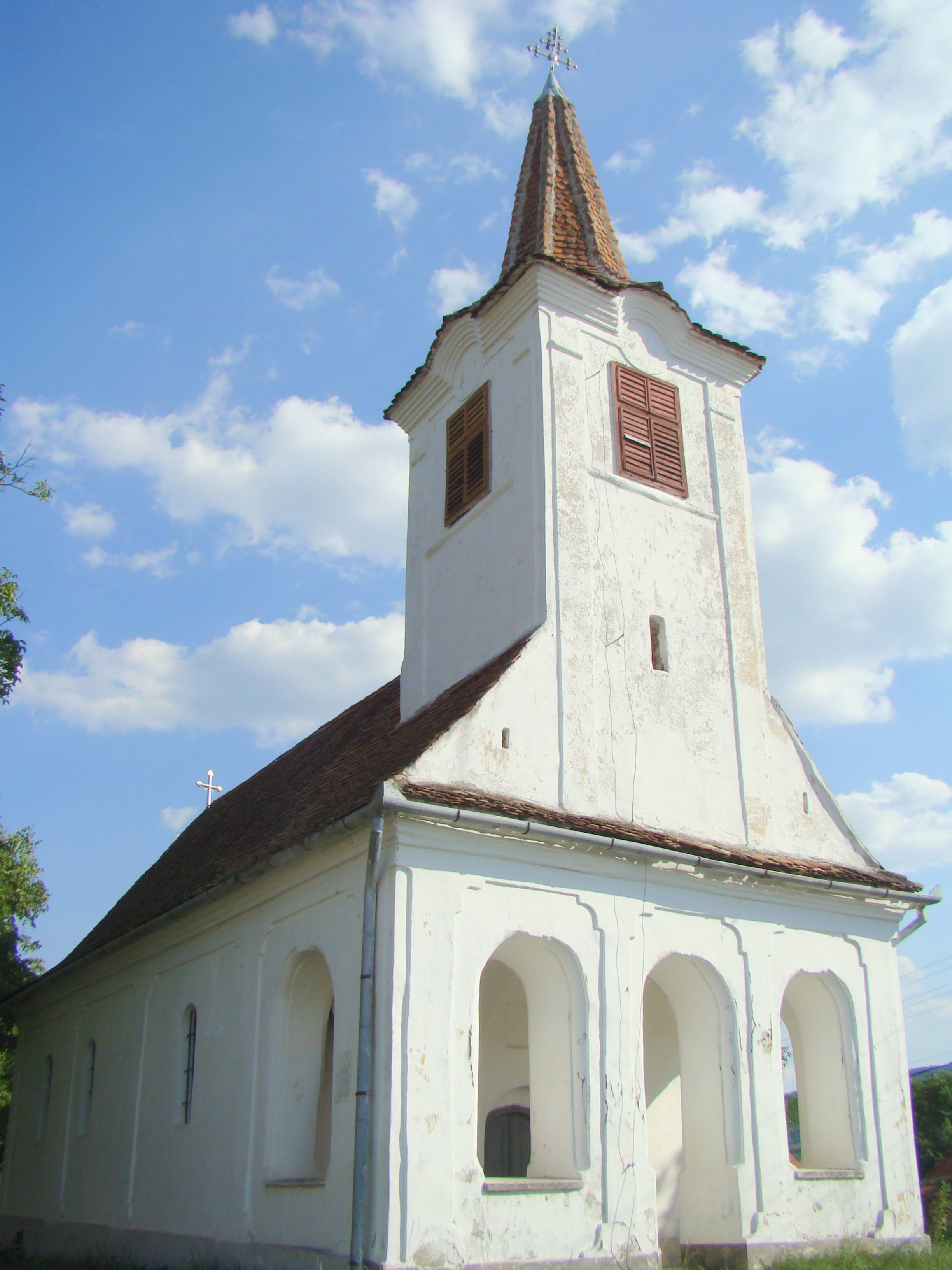
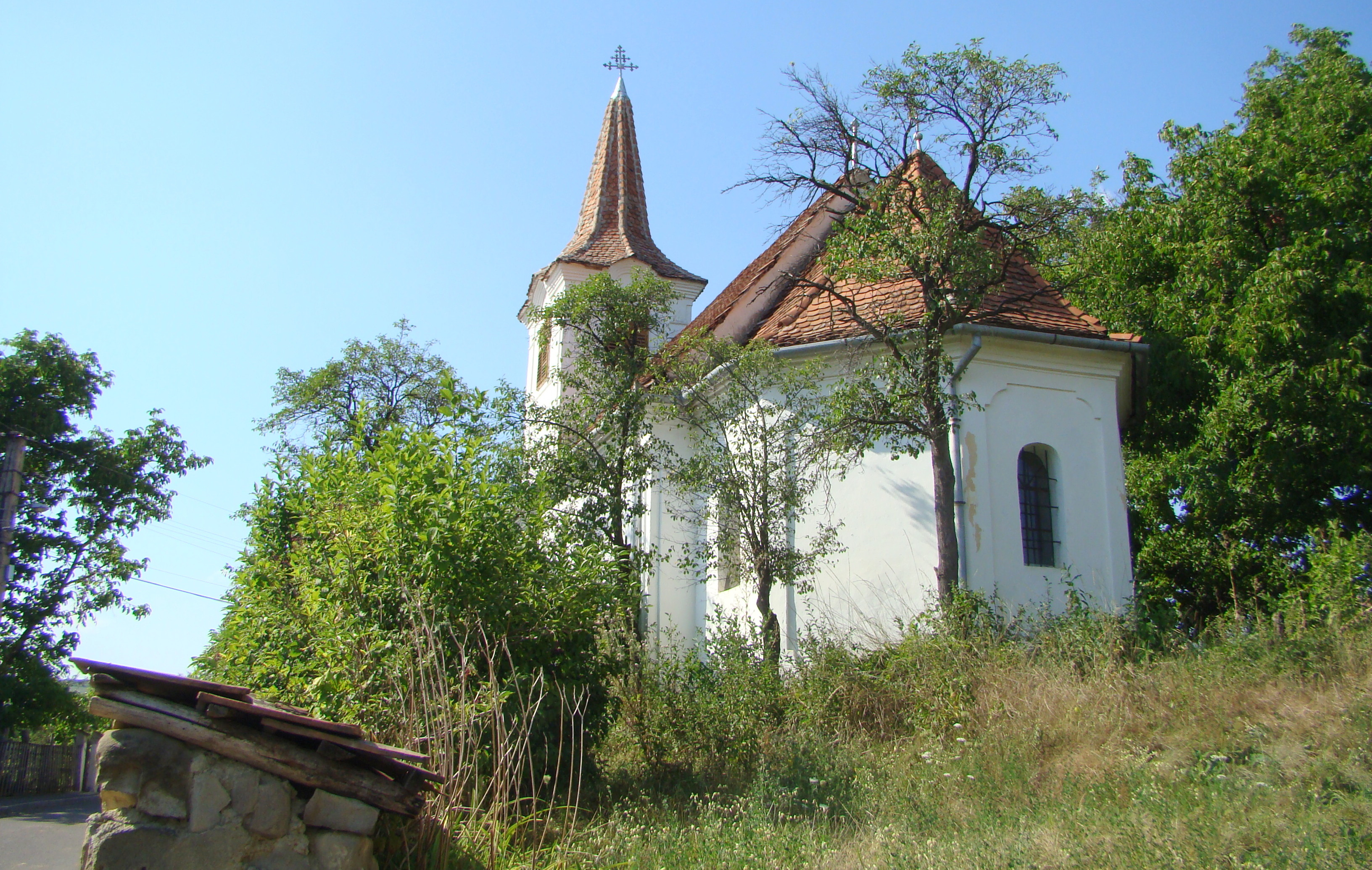
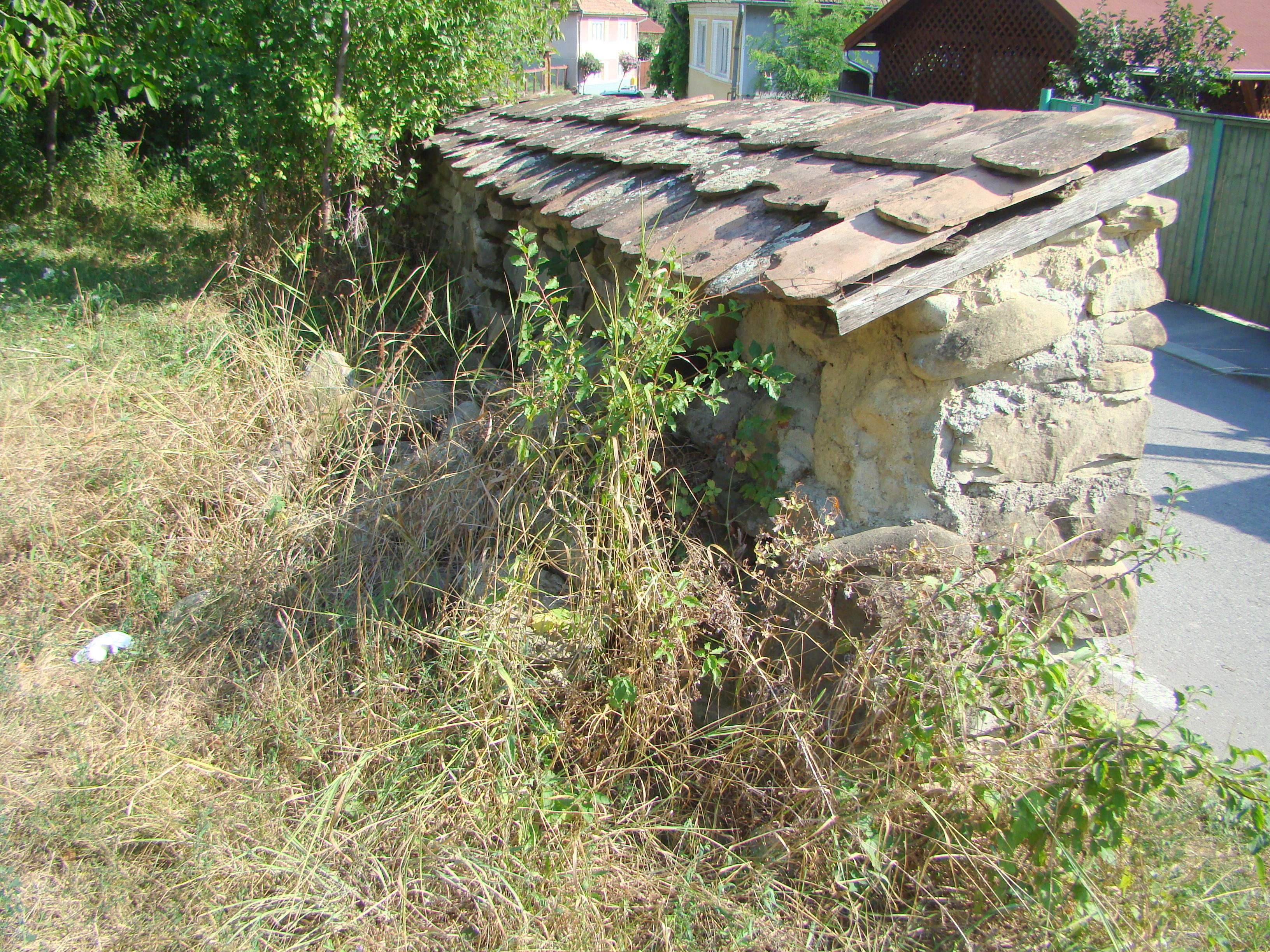
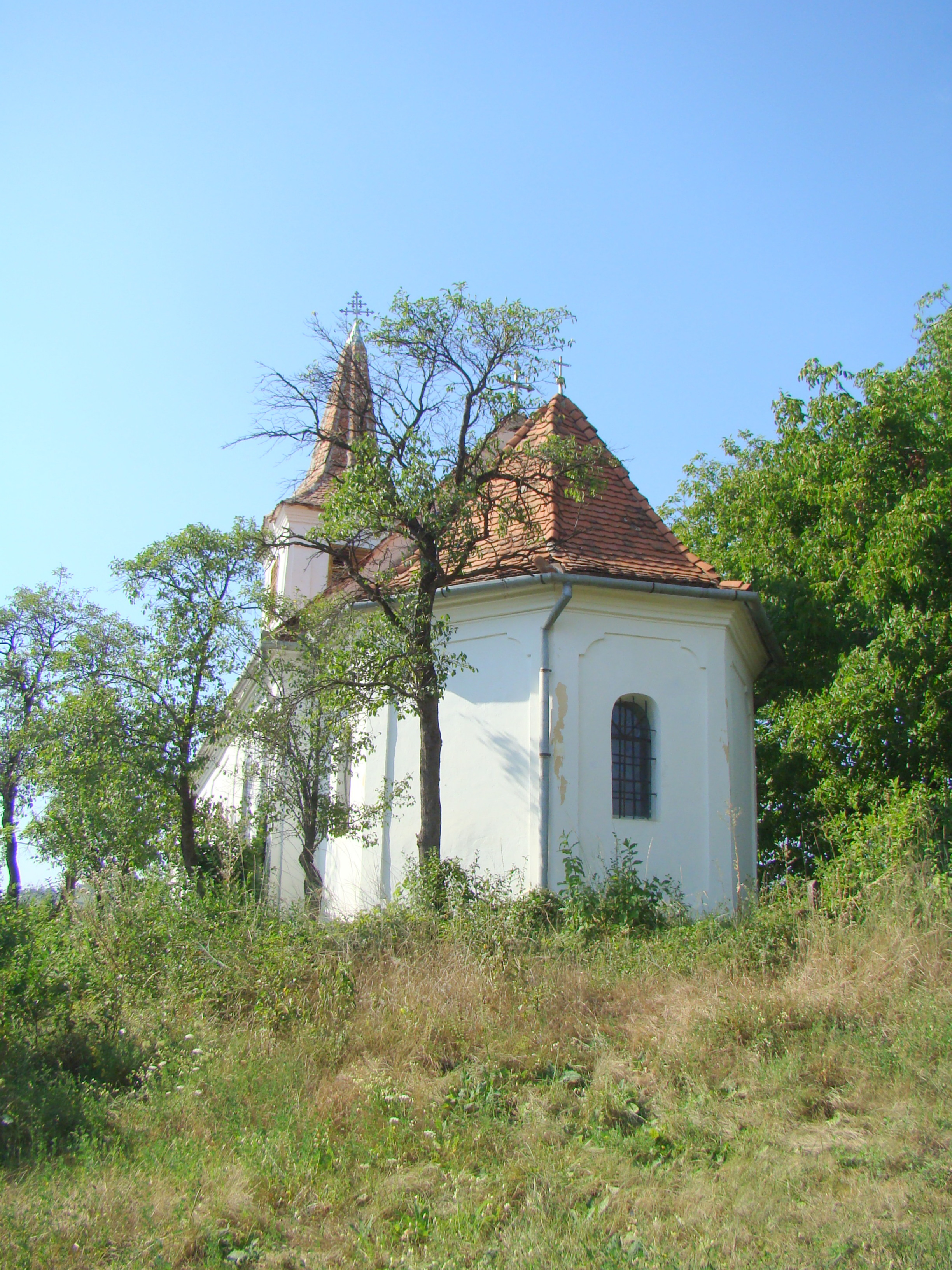
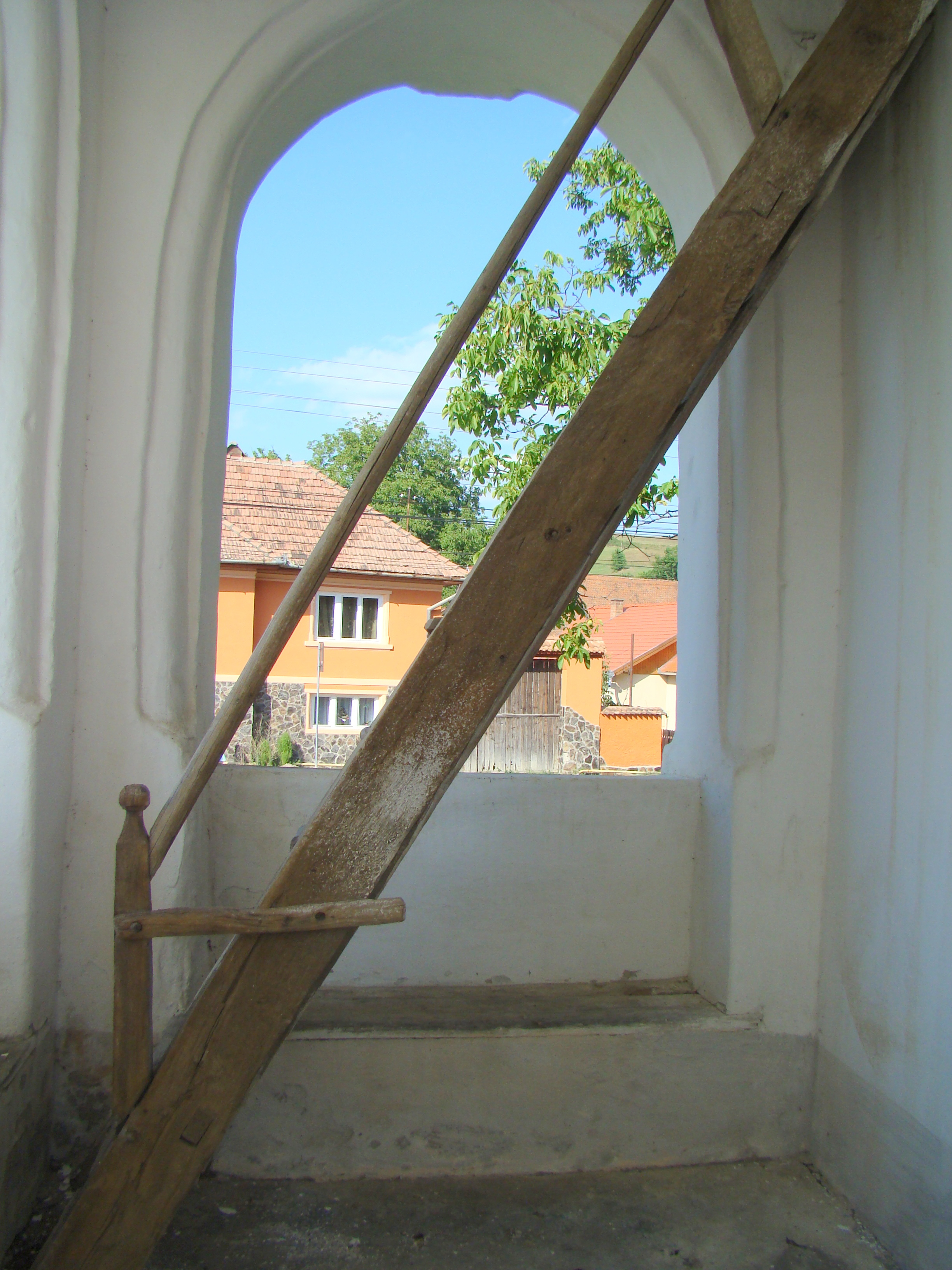
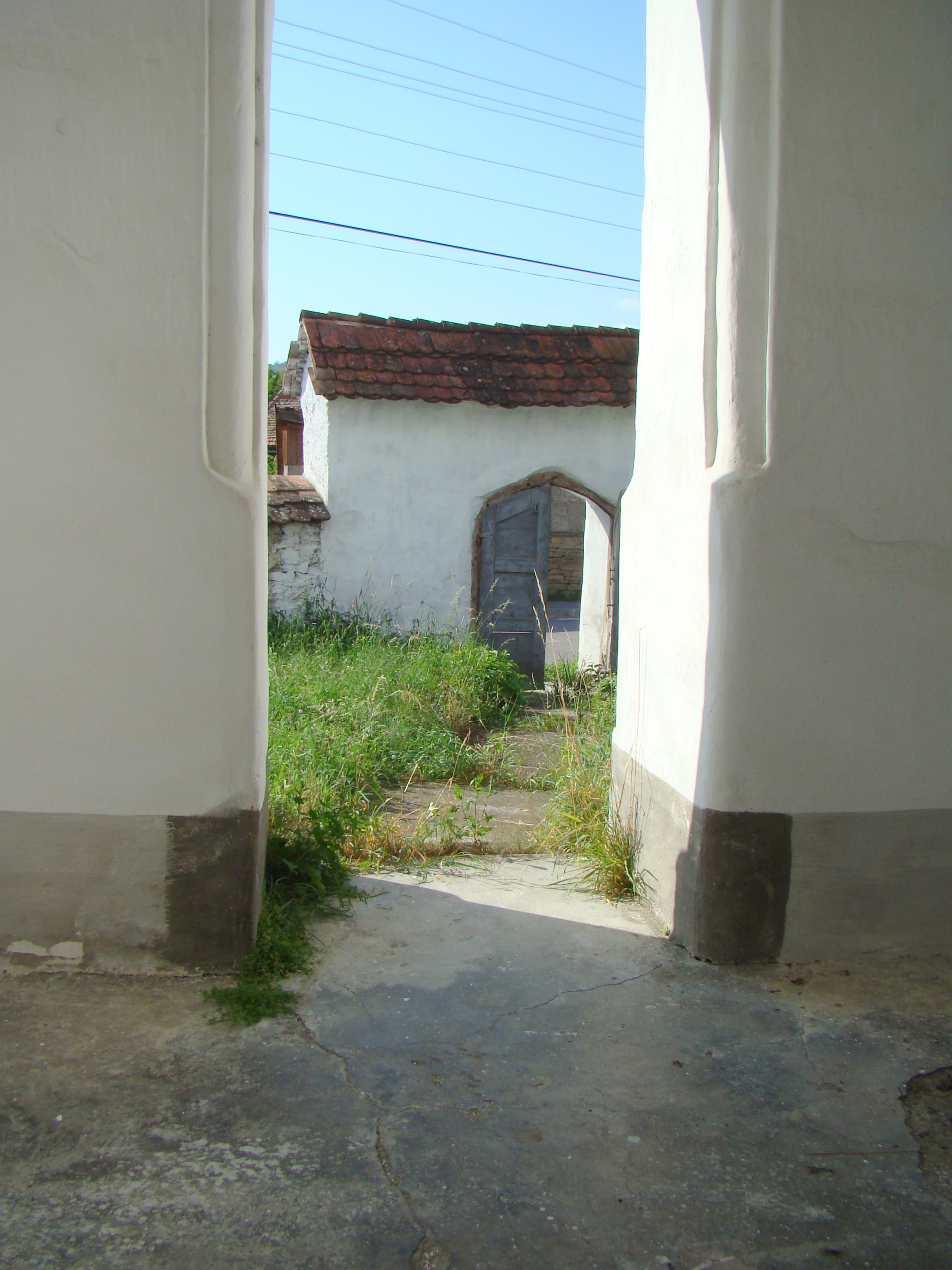

## Imagini din interior

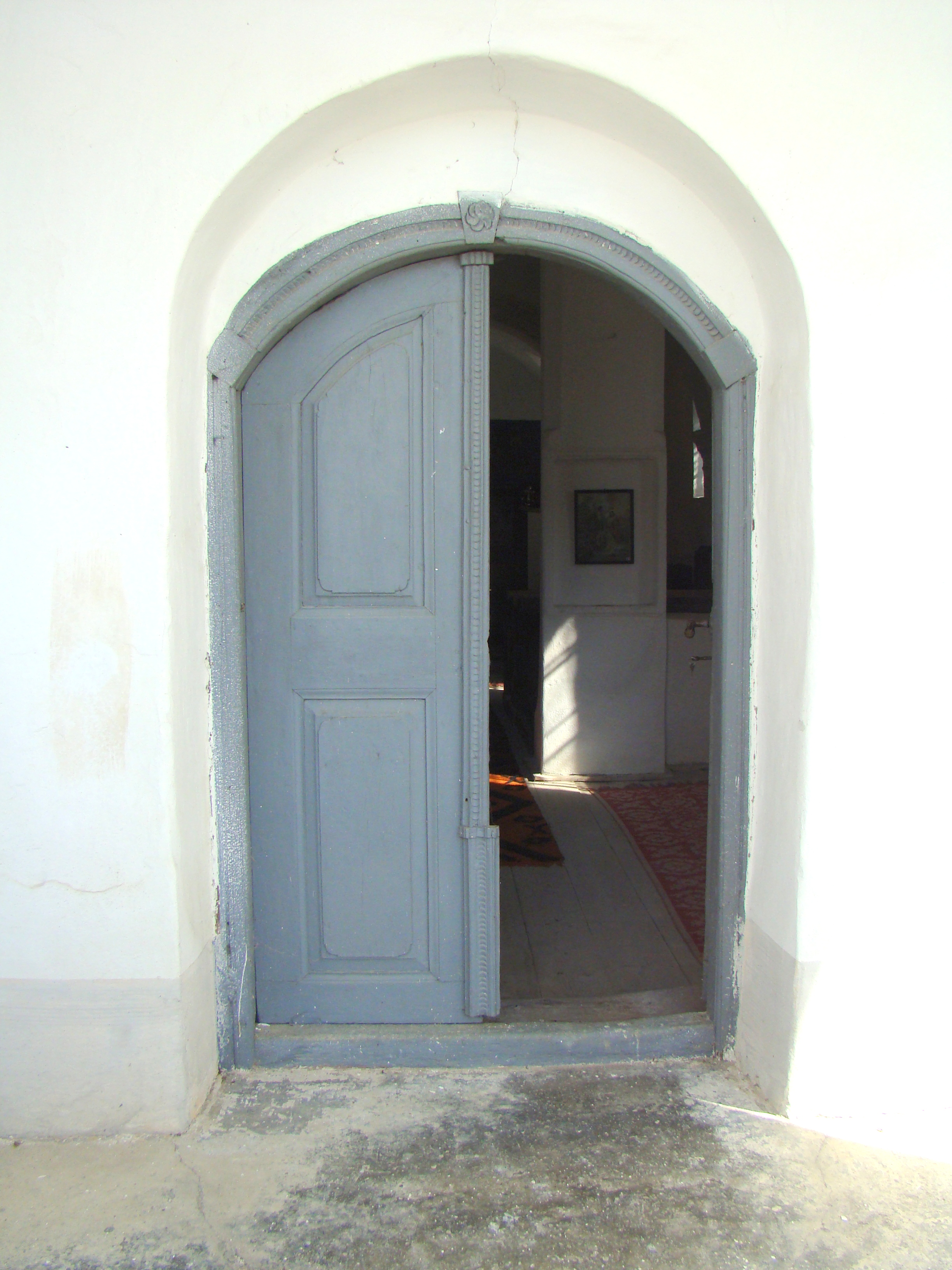
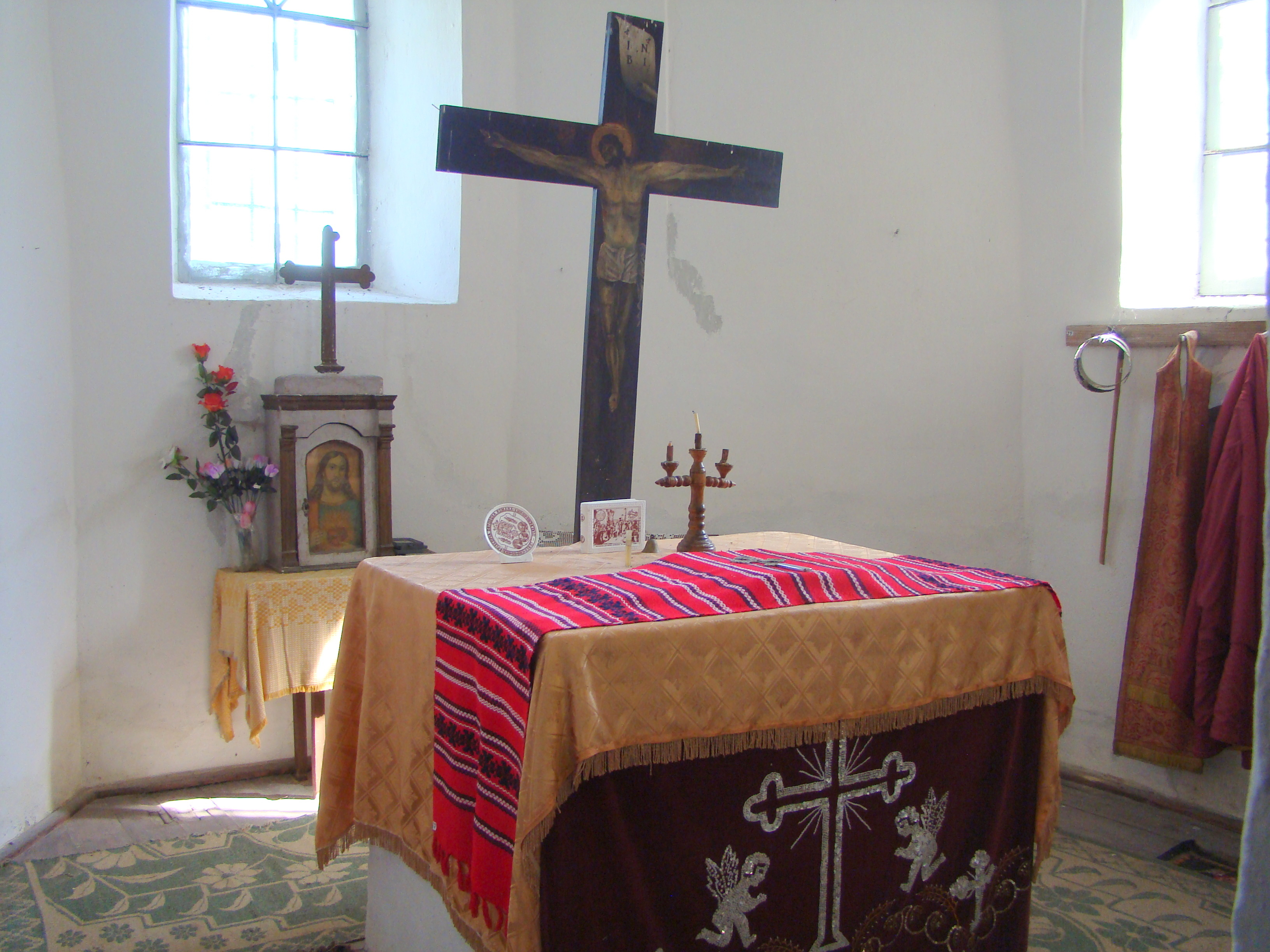
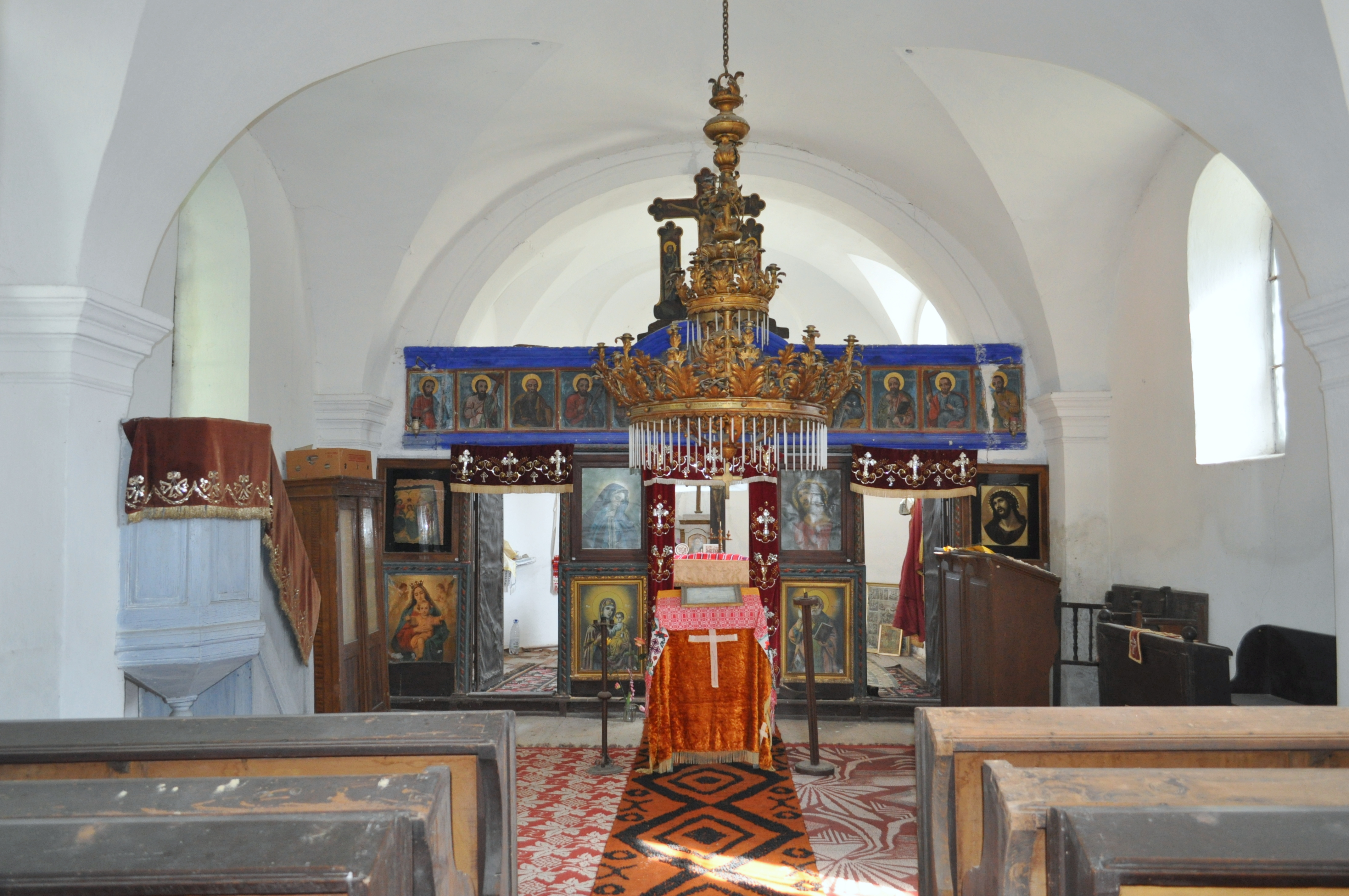
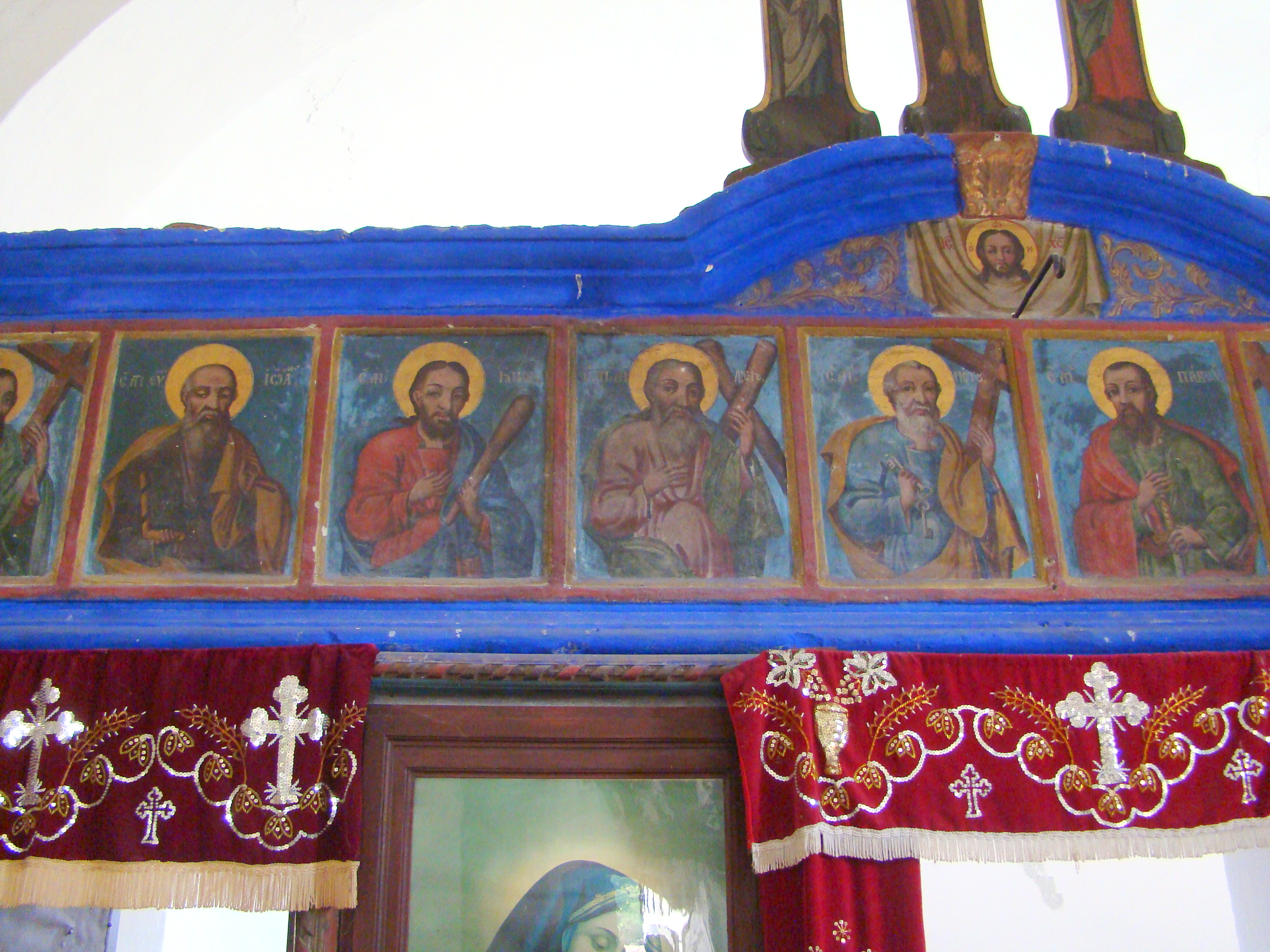
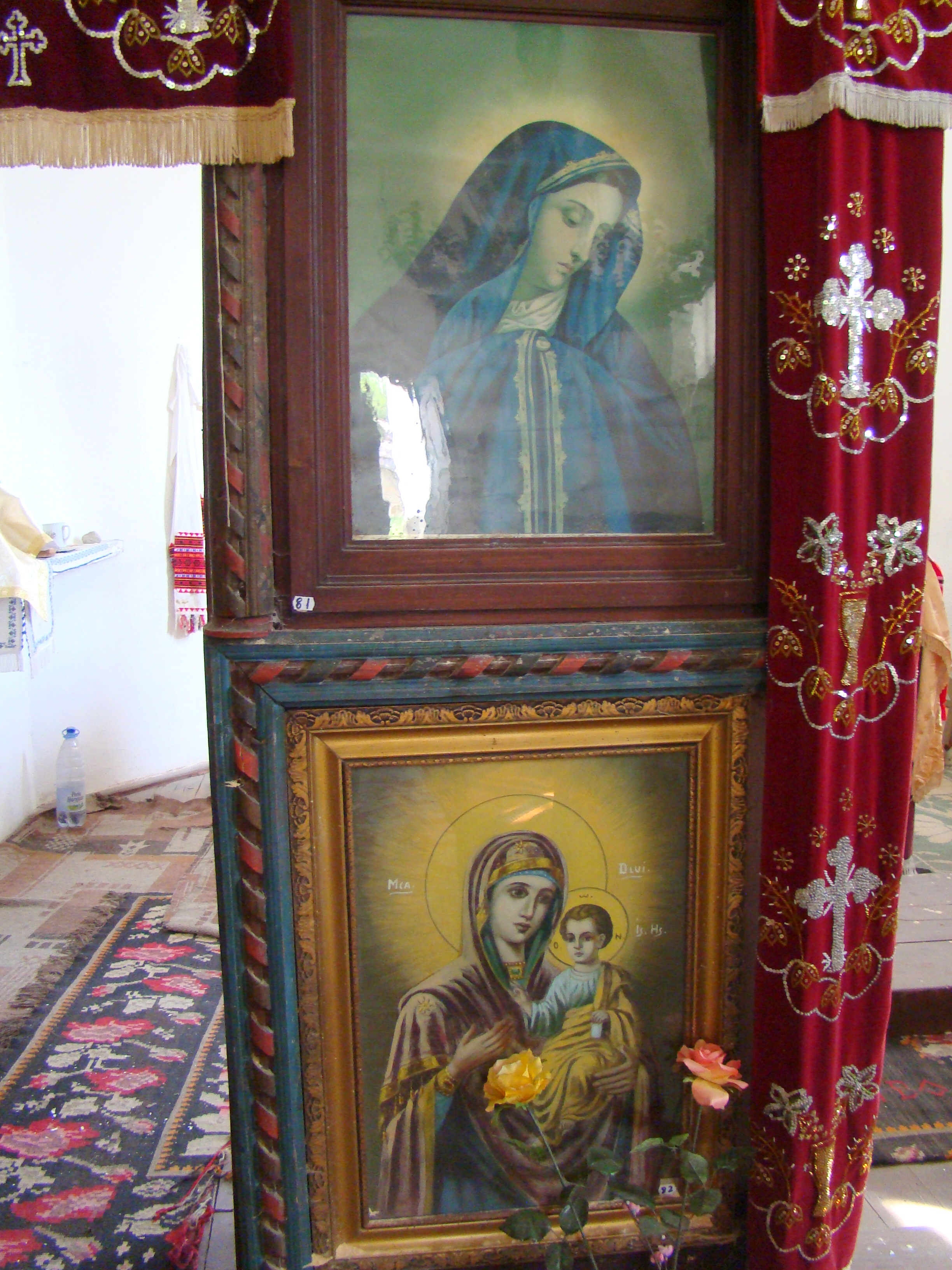
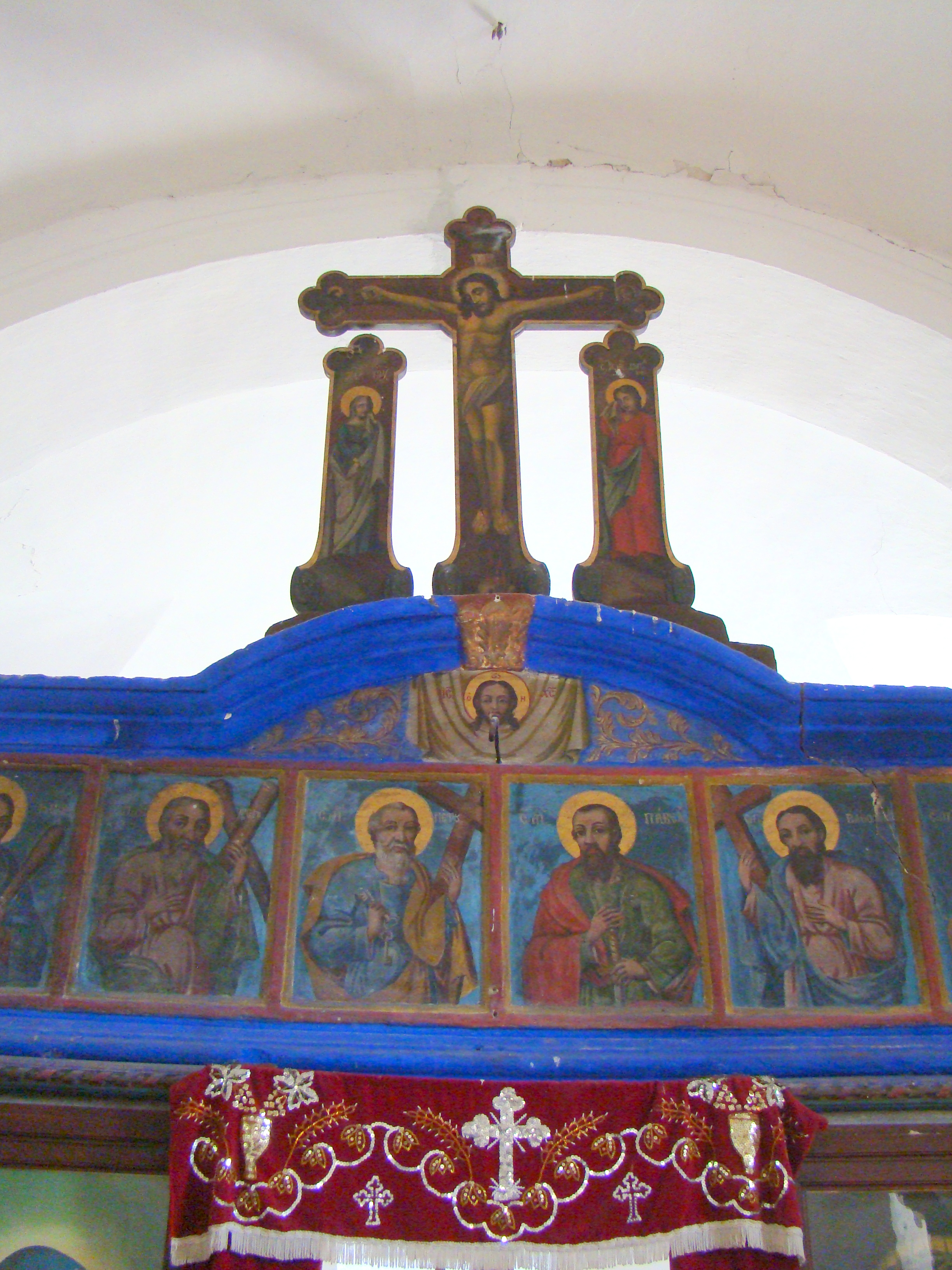
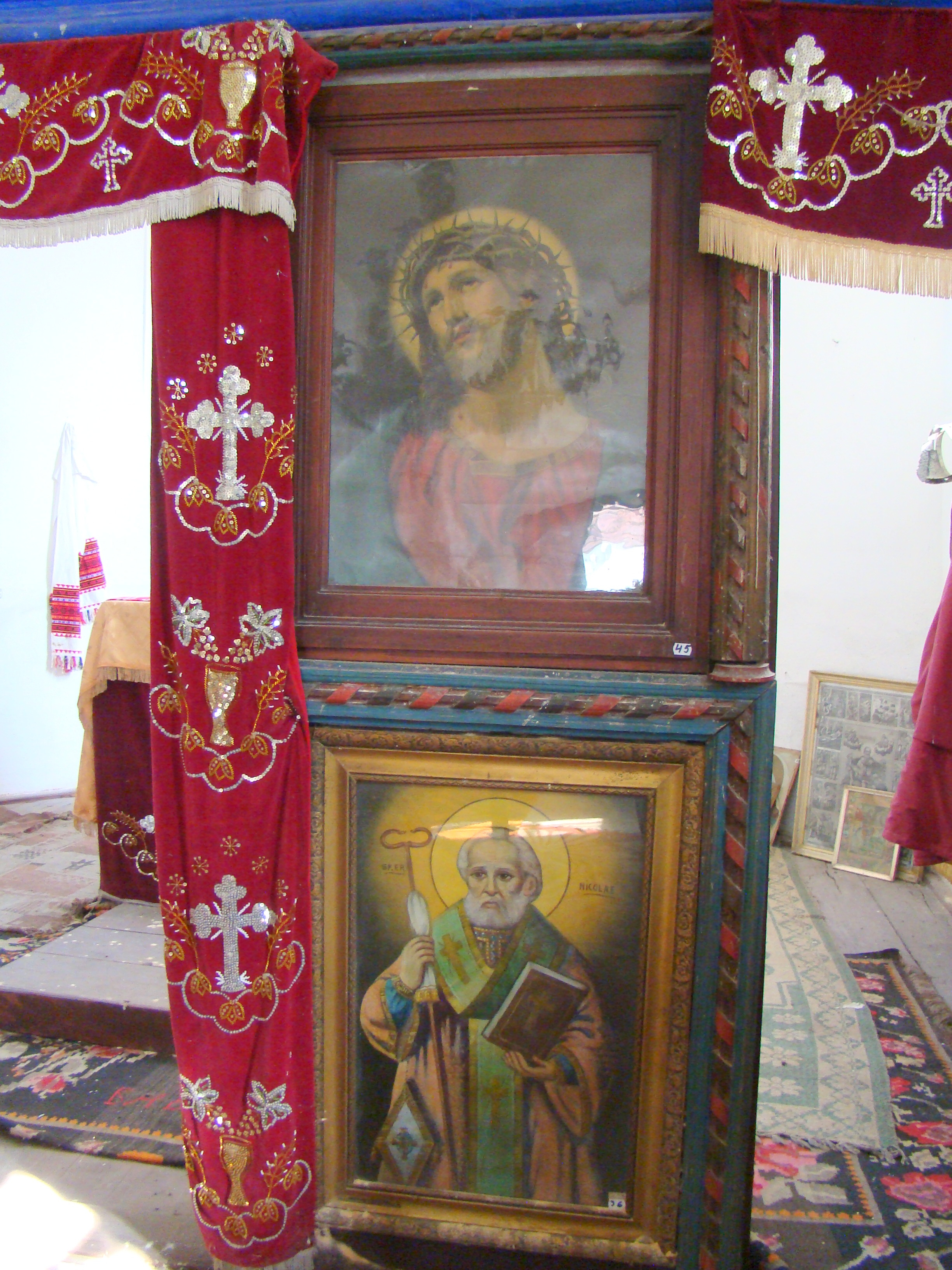
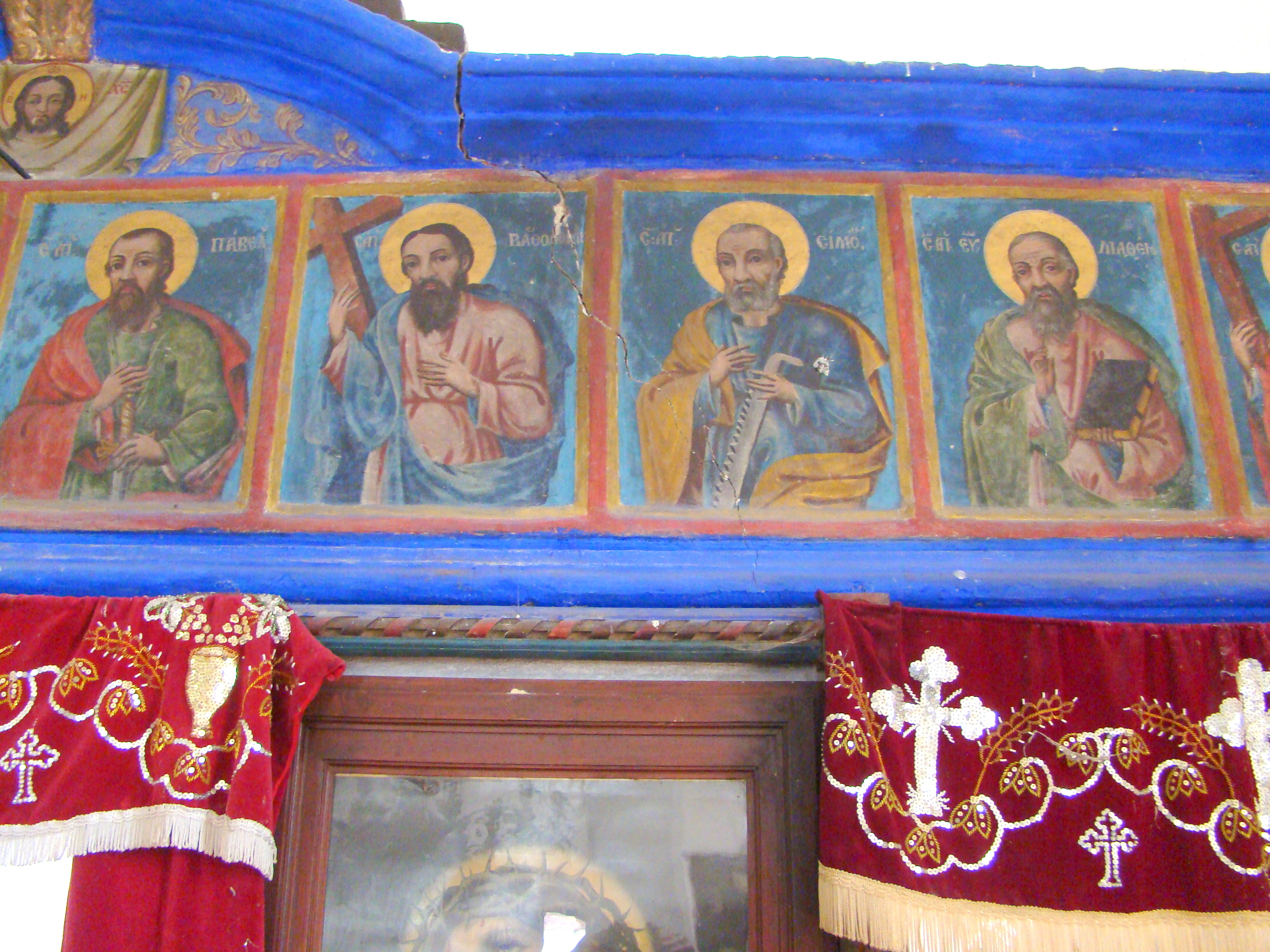
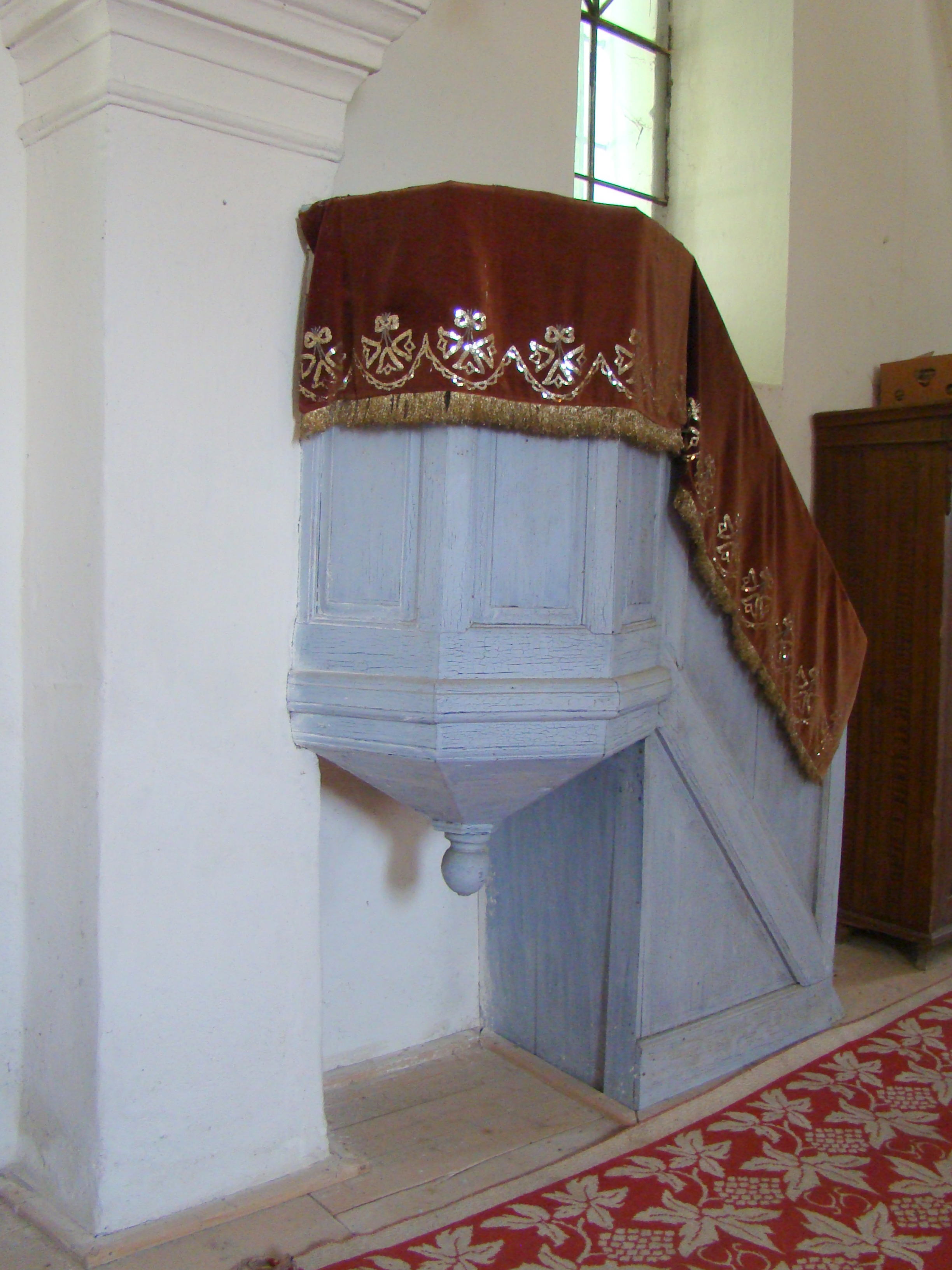
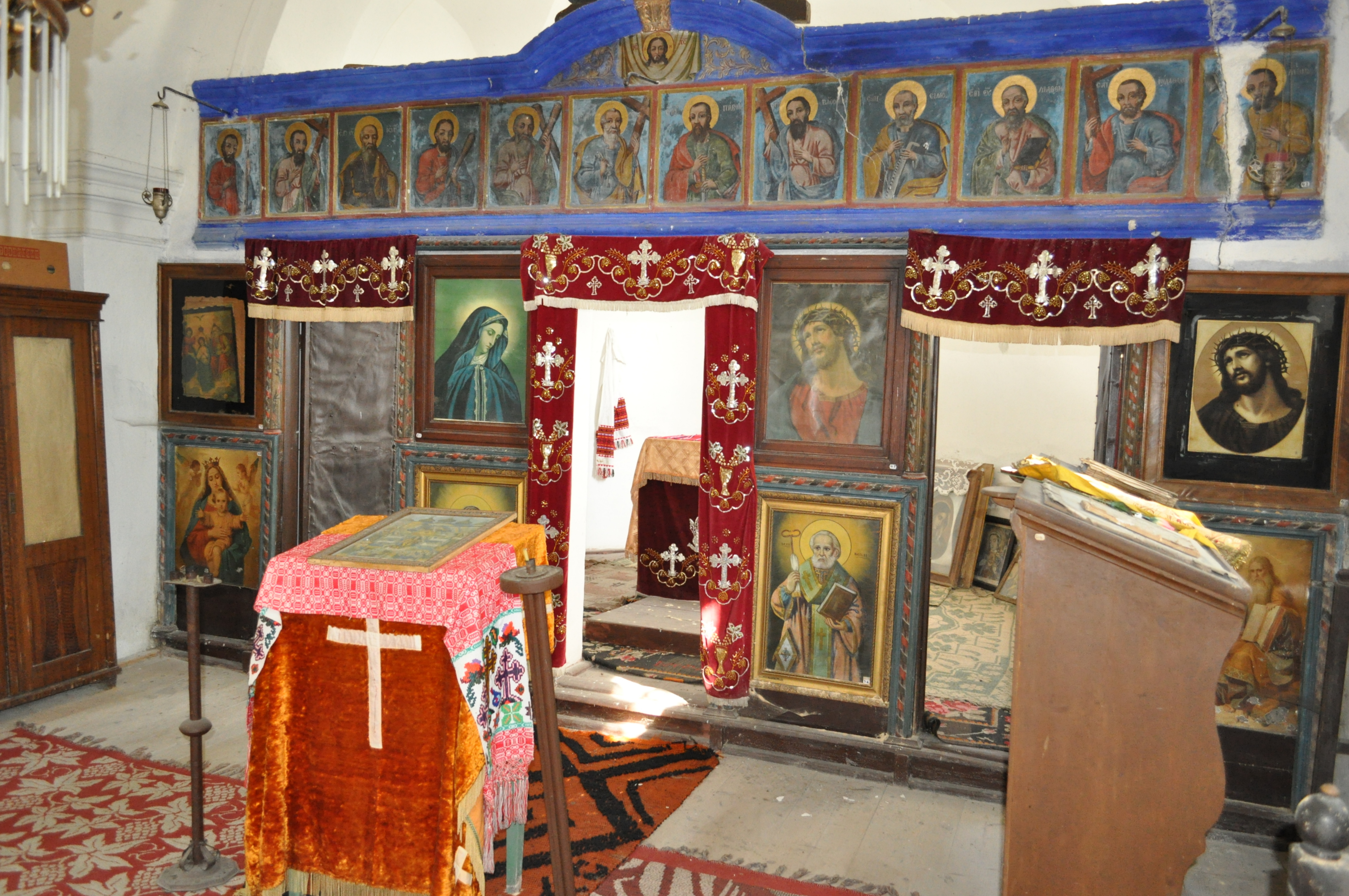
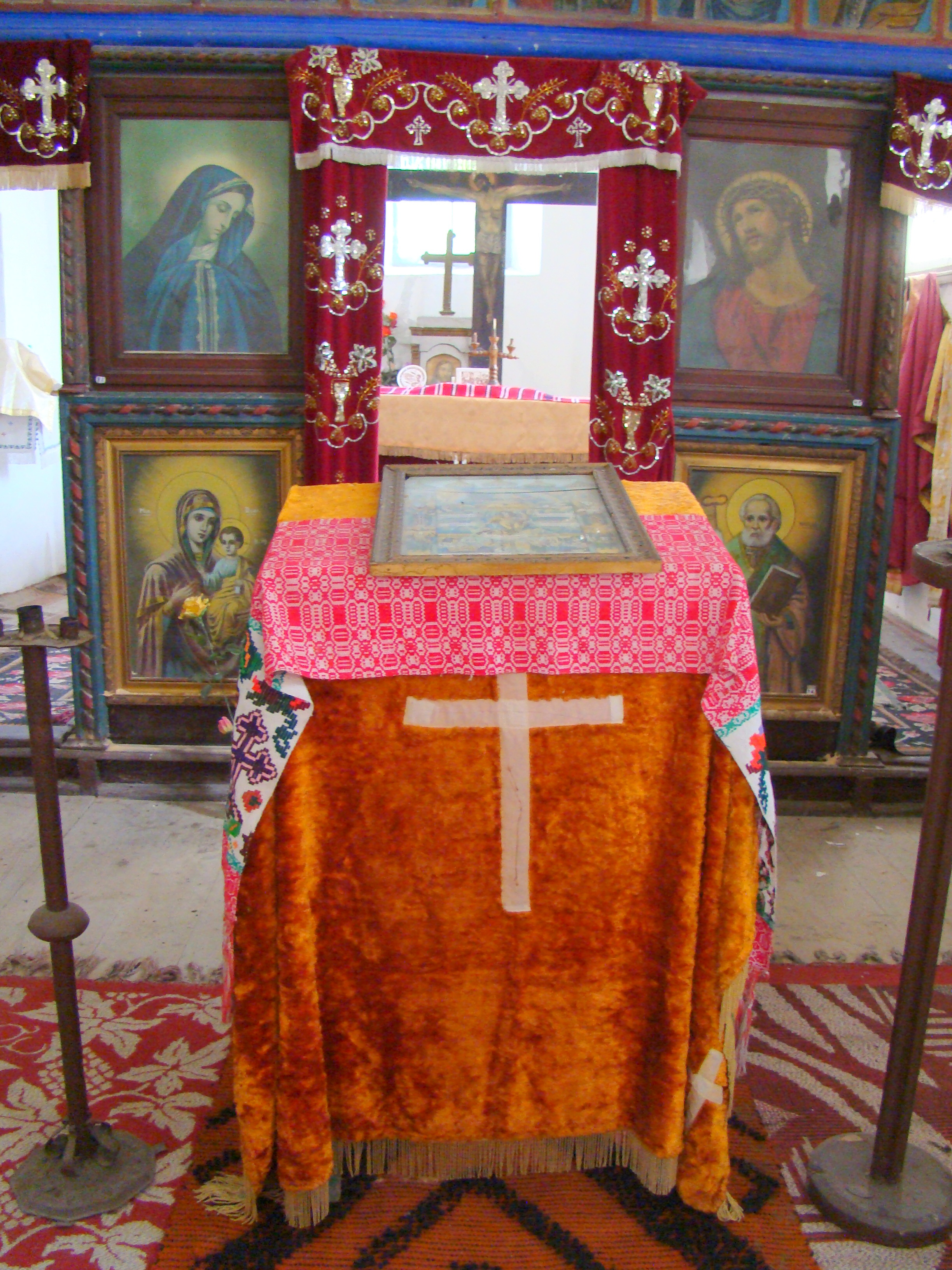
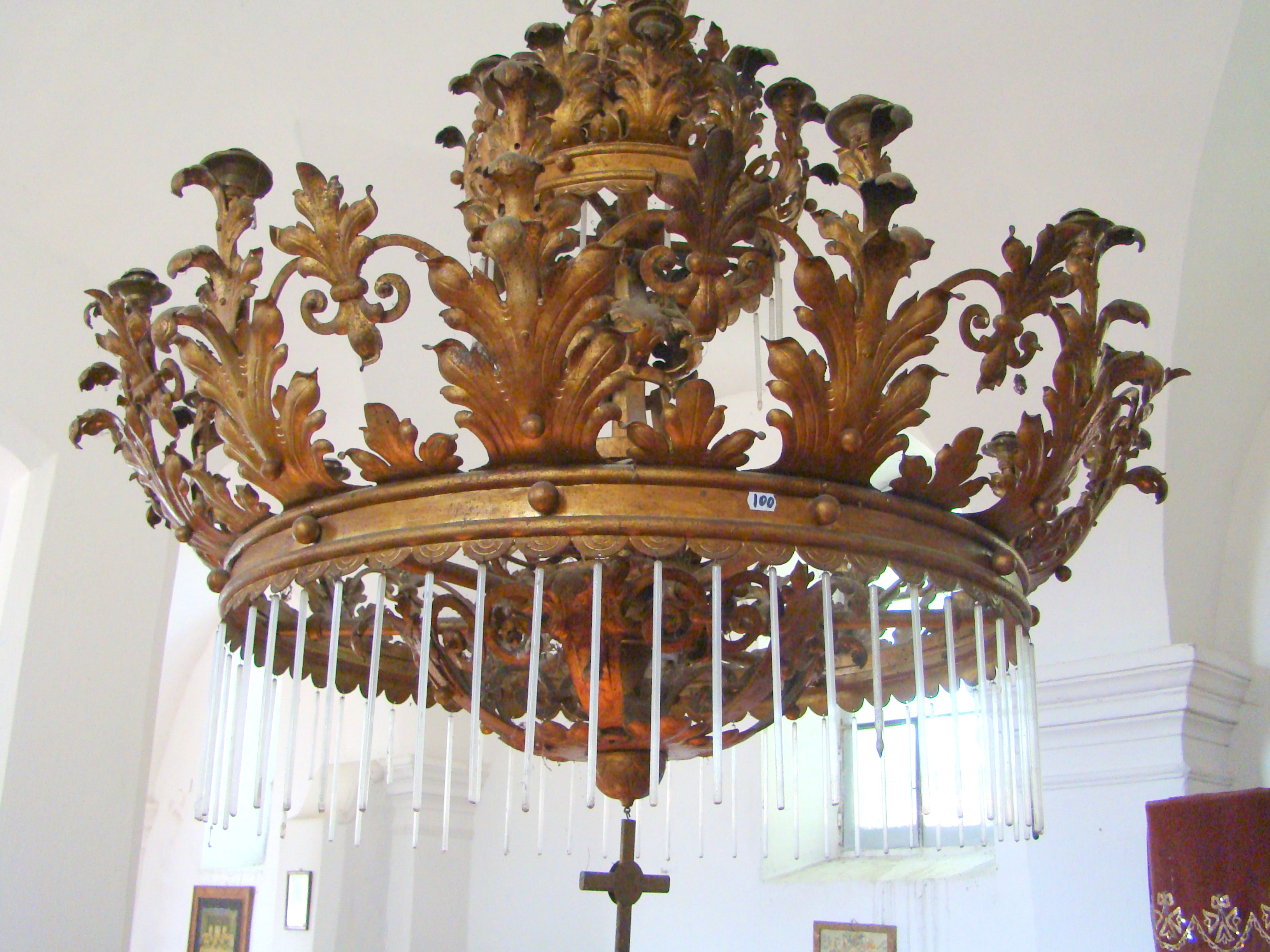
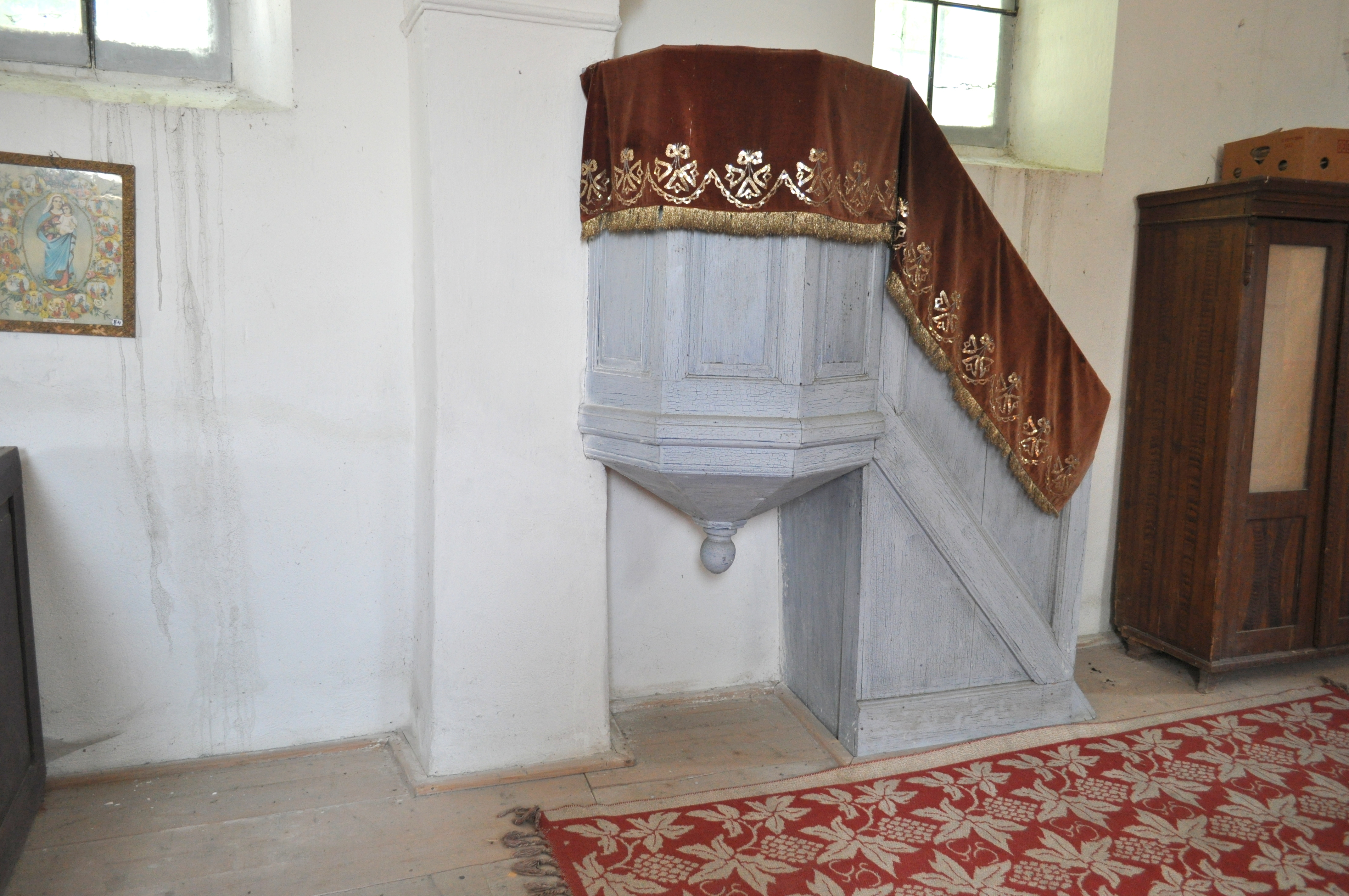
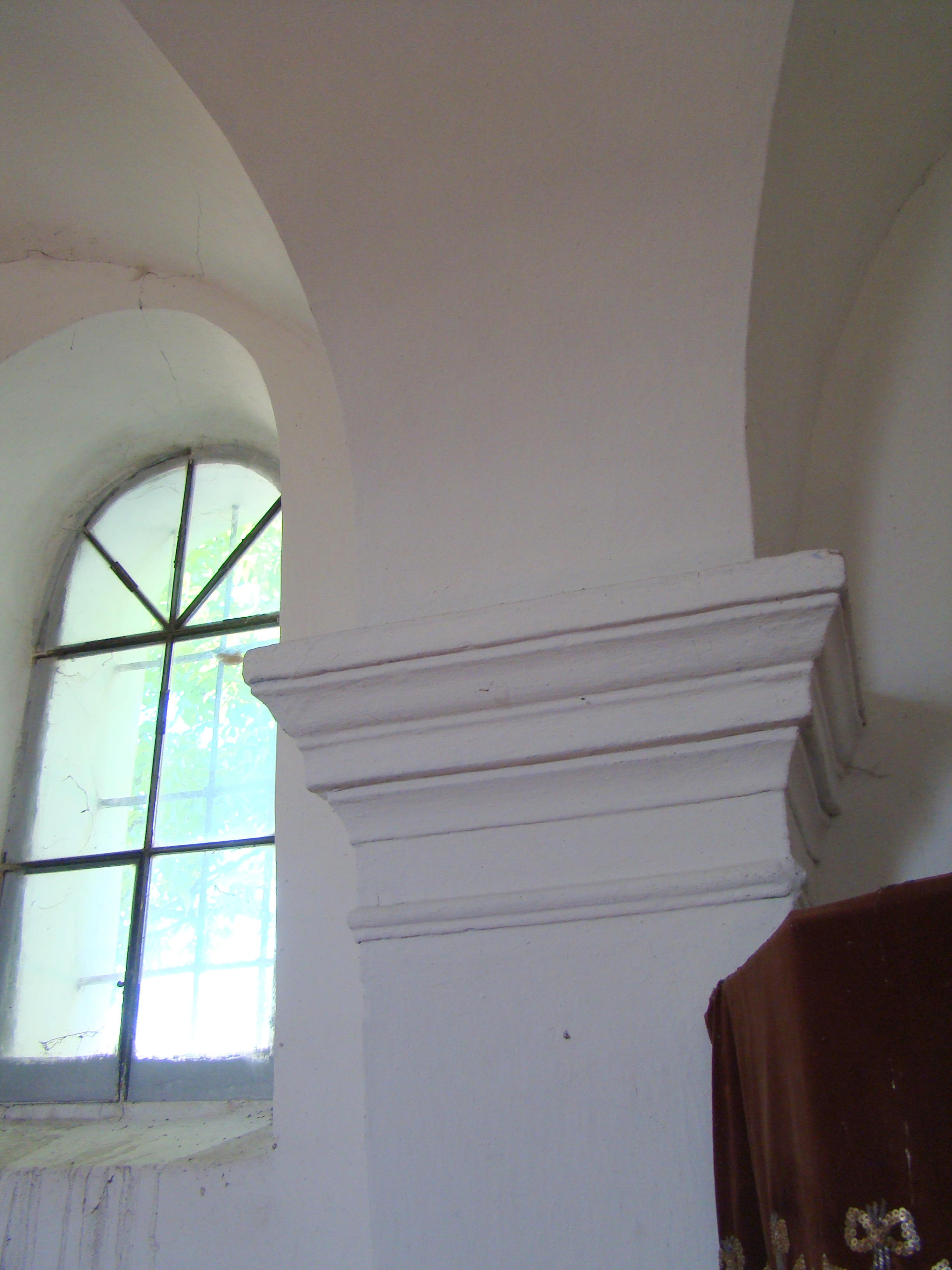
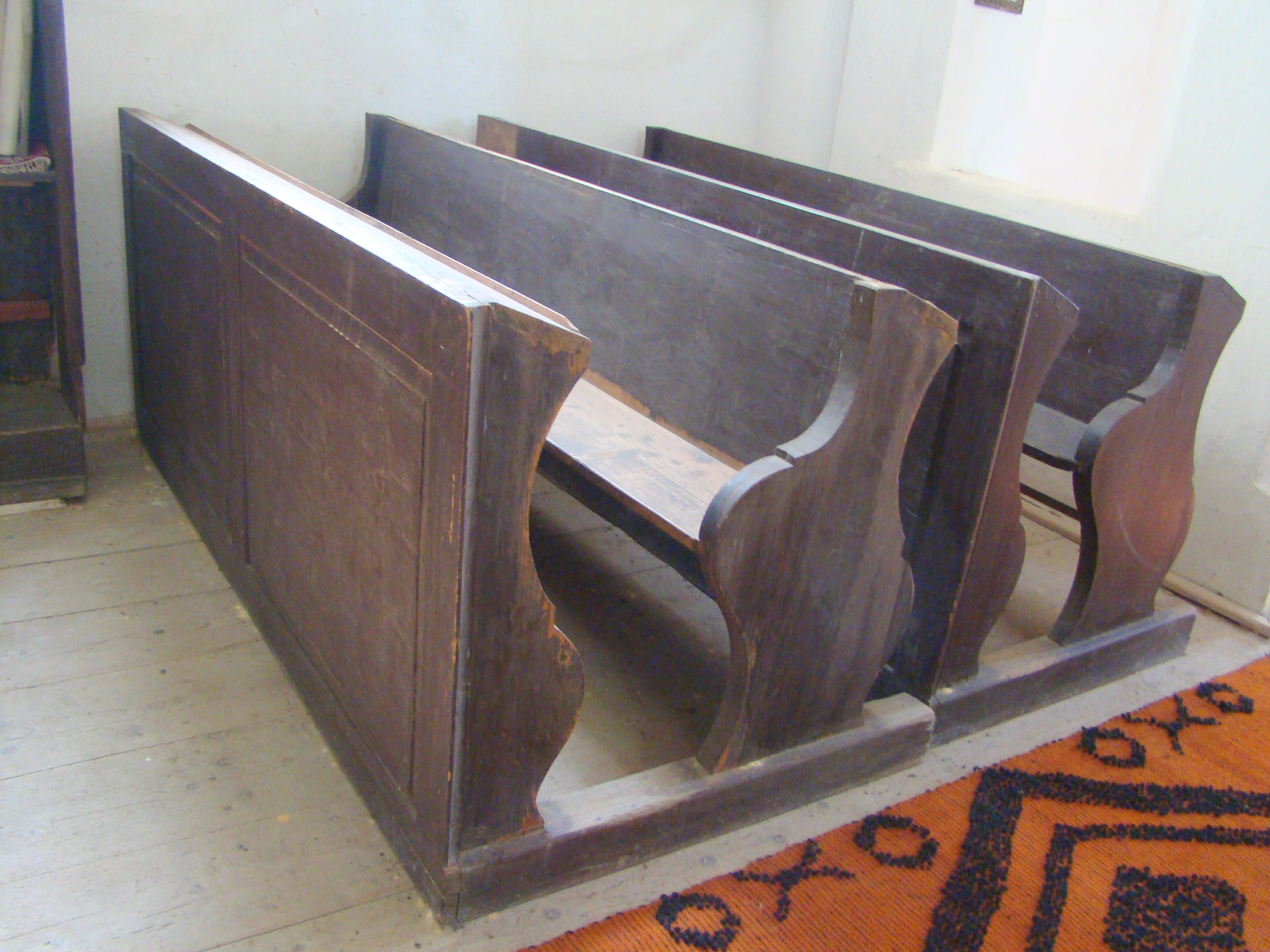
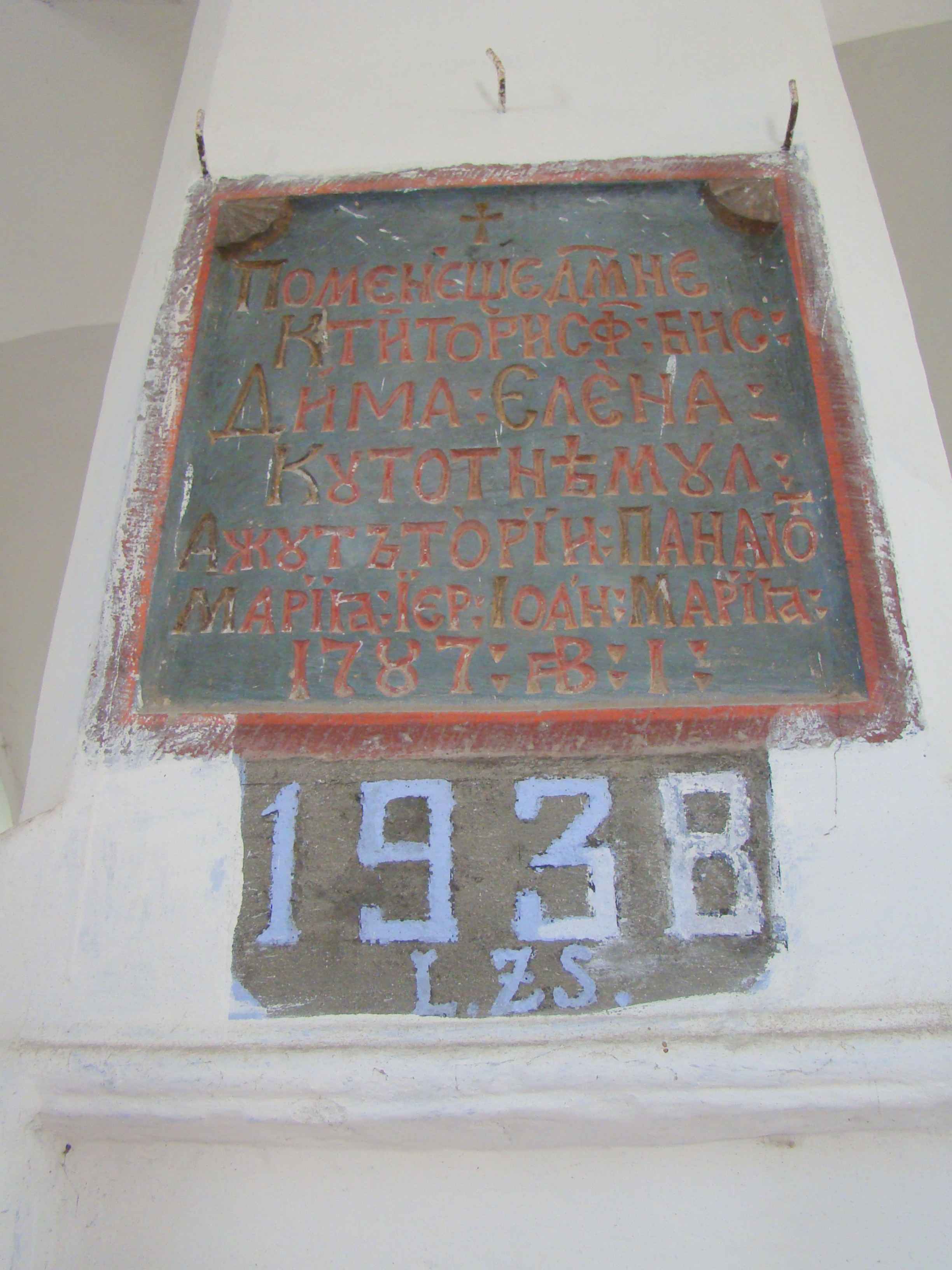
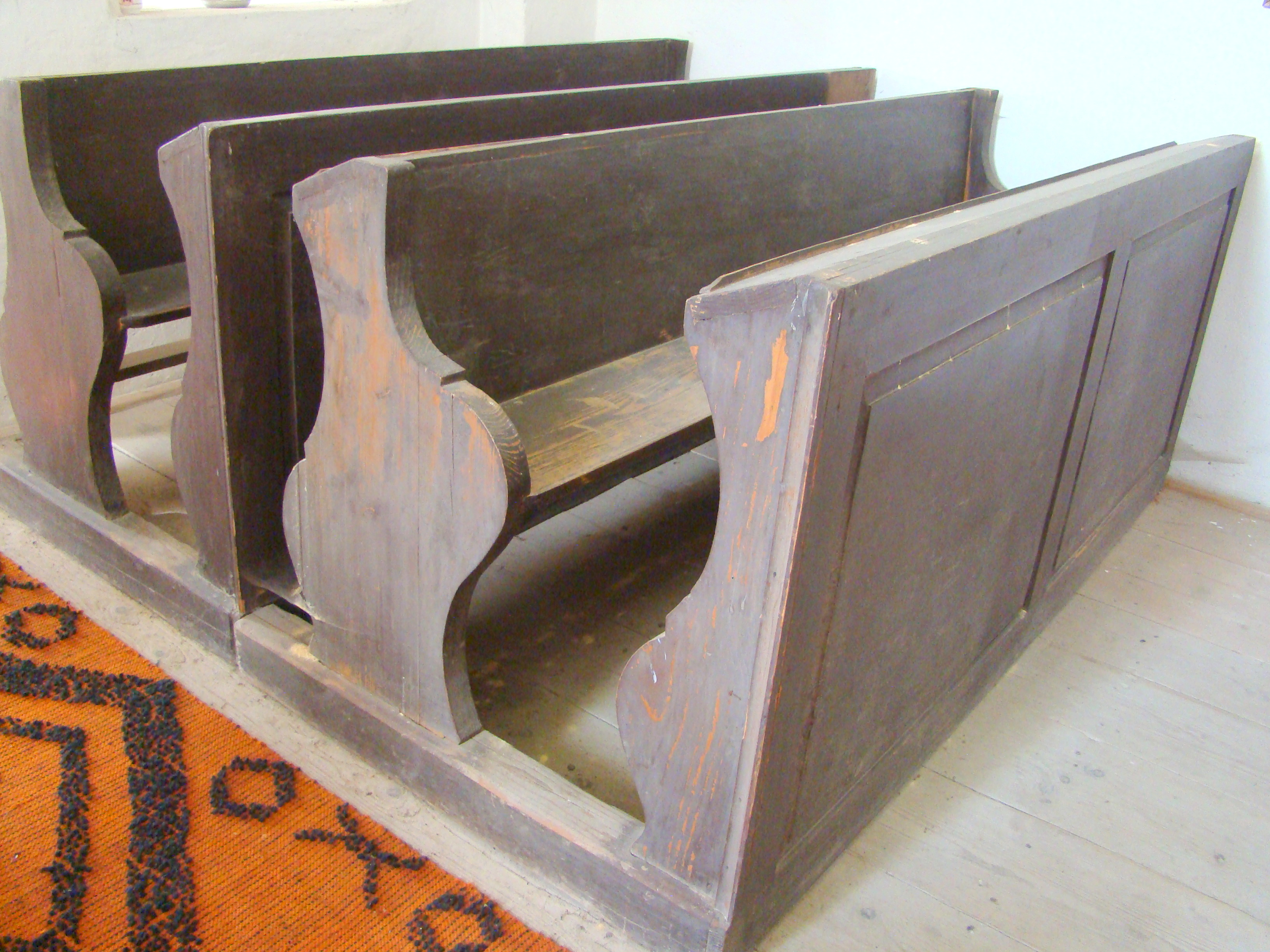
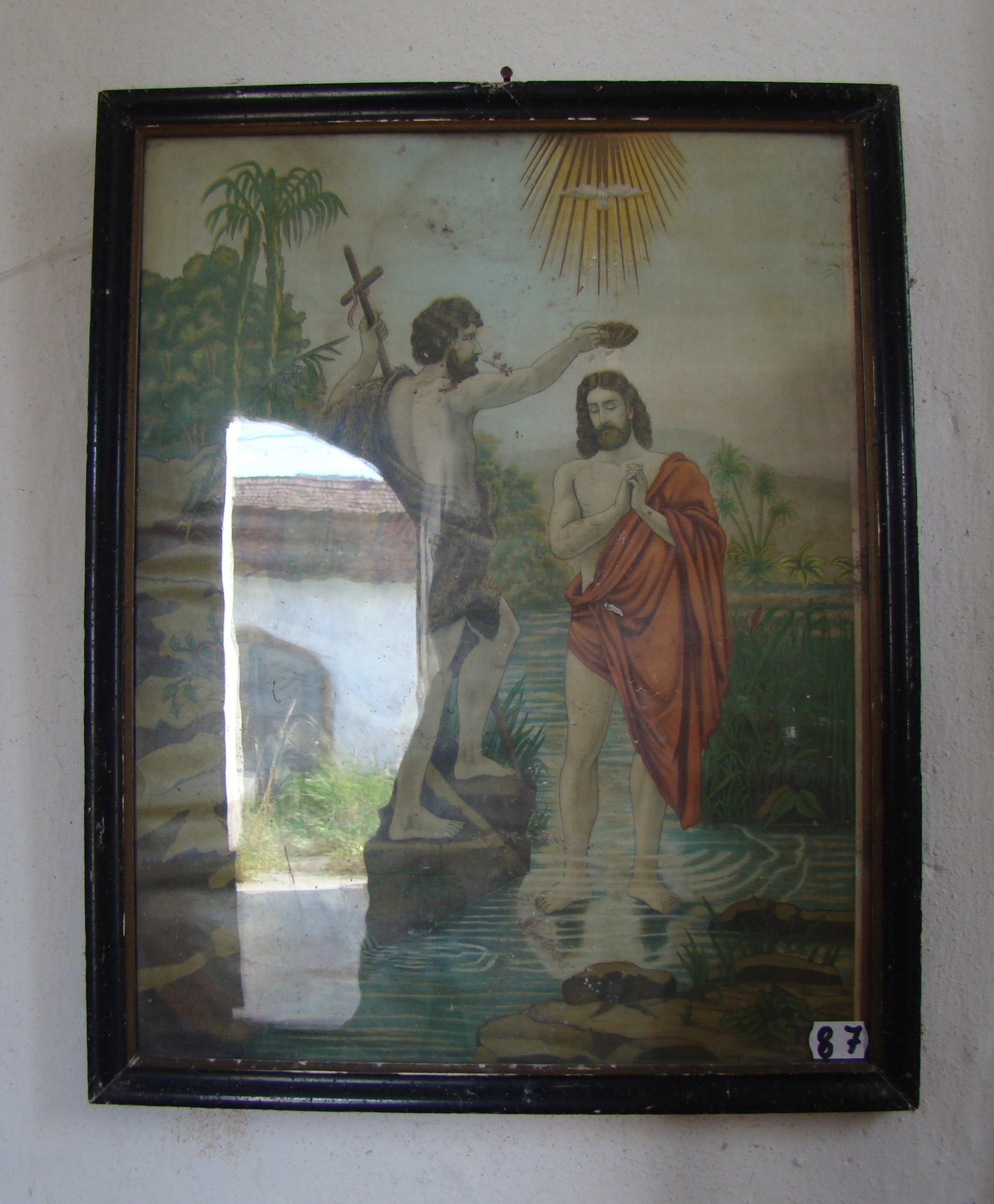
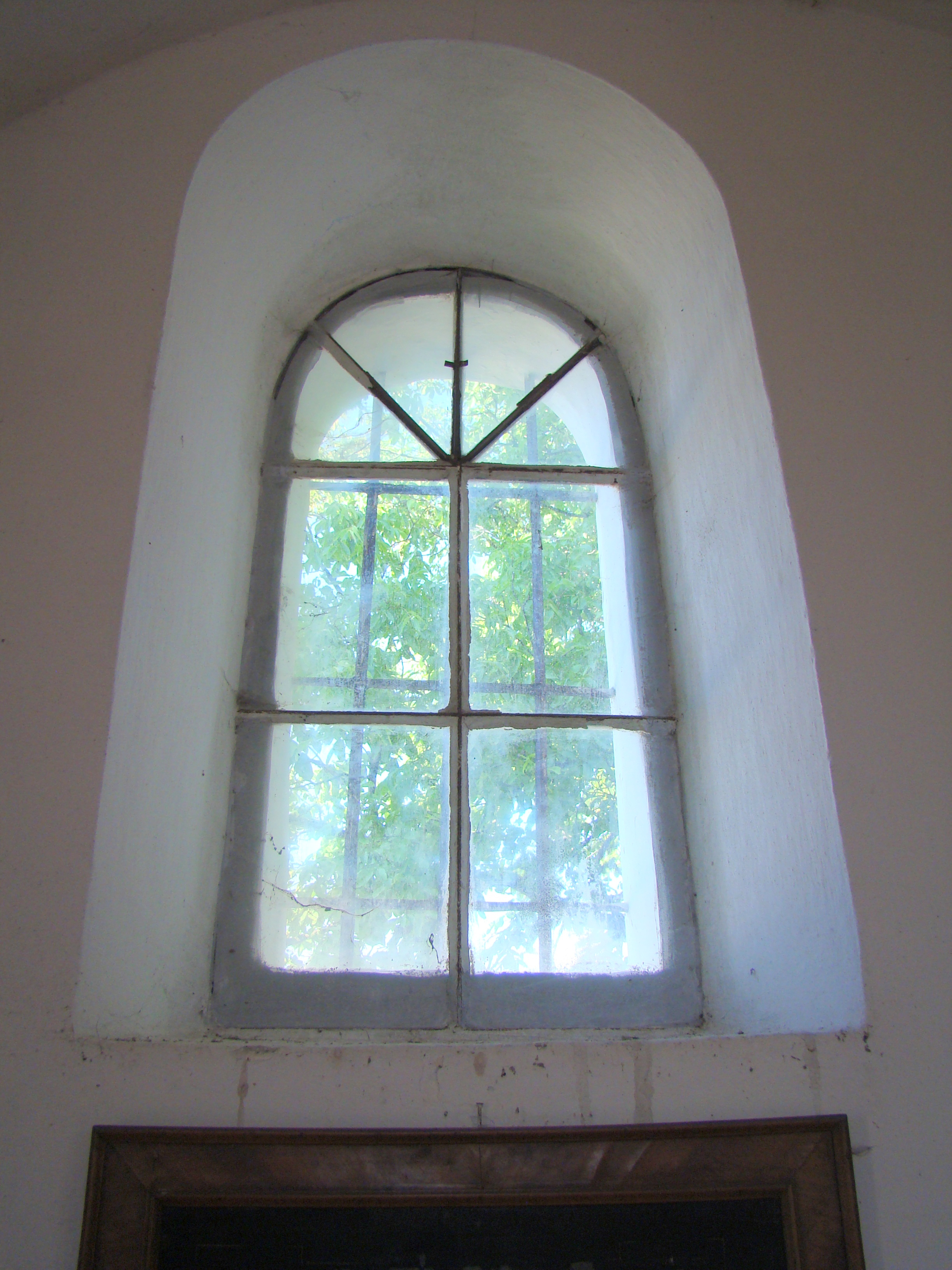
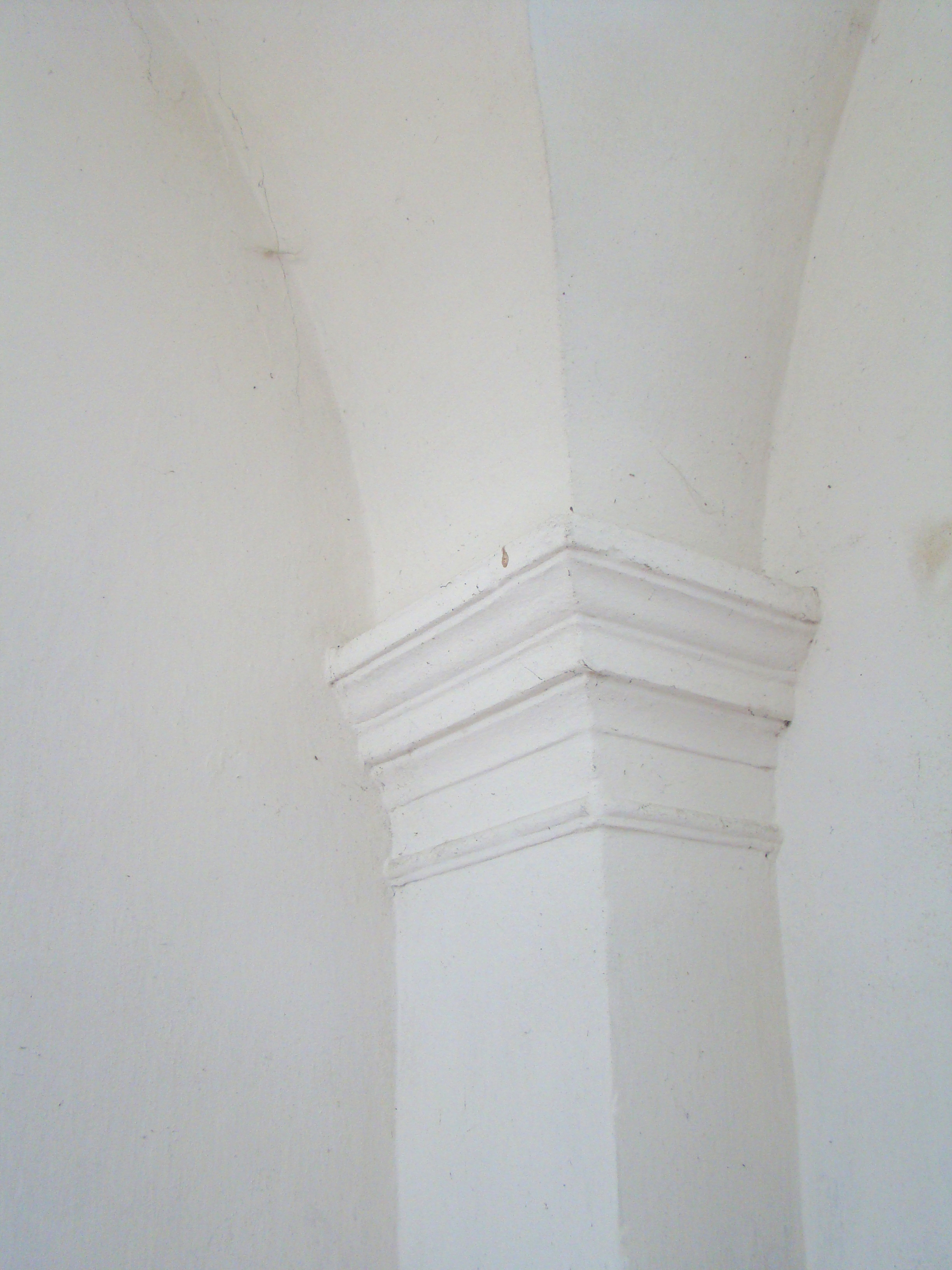